# История евреев в России

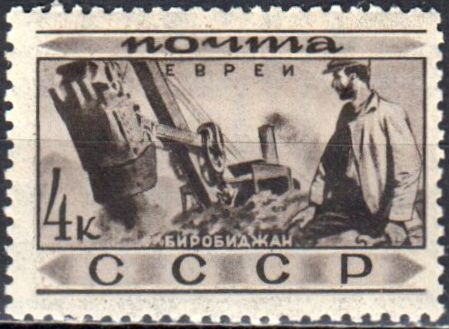
Серия «Народы СССР» (евреи), почтовая марка СССР 1933 года. Изображение еврея без национальных признаков на индустриальном фоне советской еврейской автономии

История евреев в России — история евреев на территории Российской империи, СССР и Российской Федерации.
После разделов Речи Посполитой в состав Российской империи вошли земли, на которых жило большое число евреев. К концу XIX века в Российской империи существовала самая большая еврейская община мира (в 1880 году здесь проживало 67 % всего еврейского народа). Однако в результате массовых погромов с 1881 по 1906 годы, а затем в ходе Гражданской войны территорию Российской империи покинуло более 2 млн евреев, которые эмигрировали, в основном, в США.
На территории СССР в ходе геноцида во время Второй мировой войны немецкими нацистами и их пособниками было убито примерно от 1,5 до 2 млн евреев.
В конце 1980-х — начале 1990-х годов, после отмены ограничений на эмиграцию, половина еврейского населения СССР покинула страну, эмигрировав, в основном, в Израиль, США и Германию.
Среди еврейского населения России средняя рождаемость не превышала 1,6 детей во всех поколениях женщин, рождённых в XX веке. Евреи опережали остальные этнические группы в переходе к более низкому уровню рождаемости. В 1988—1989 годах суммарный коэффициент рождаемости у евреев СССР составлял 1,56 и был ниже, например, рождаемости городского населения в 2,03. У евреев России суммарный коэффициент рождаемости составлял 1,49, а у евреев Украины 1,52.
Значительная часть русскоязычных евреев в настоящее время проживает за пределами бывшего СССР (результат эмиграции, волны которой происходили после 1970 года), в таких странах как США, Израиль, Канада, Германия, Австрия, Австралия, Новая Зеландия, Великобритания, Бельгия, Нидерланды и проч.
По переписи 2010 года численность евреев в России составляла 156 801 человек или 0,11 % от общей численности населения России. По переписи 2021 года численность евреев в России составляла 82 644 человека или 0,06 % от общей численности населения России. В России с 1991 года в качестве самостоятельного субъекта федерации существует Еврейская автономная область, однако по состоянию на 2010 год в ней проживало всего 1628 евреев или 1,03 % от общей численности еврейского населения России.

## Предыстория
Появление первых иудеев на рассматриваемой территории относится к ахеменидскому периоду, VI—IV векам до н. э. То были древние арамеоязычные и древнеивритоязычные евреи-иудеяне. Иудеянами называют тех евреев, кто возводил своё происхождение от еврейского населения царства Иудея, пленённого царём Нововавилонского царства Навуходоносором II и выведенного в Вавилонию. Самоназвание евреев-иудеян было йеhудым (ед.ч. йеhуды), то есть иудеи. Персидский царь Кир II Великий в 539 году до нашей эры завоевал Нововавилонское царство и издал декрет об освобождении евреев-иудеян из плена и позволении вернуться на родину в Иудею. Но не все вернулись в Иудею, многие остались из-за неимения земельной собственности и, как показывают элефантинские папирусы, евреи-иудеяне вербовались в персидскую армию для того, чтобы получить земельные наделы за воинскую службу.
Как известно, Кир II Великий в 530 году до нашей эры воевал в среднеазиатском регионе с кочевниками массагетами и можно предположить, что именно в среднеазиатском регионе современного постсоветского пространства и появляются тогда первые евреи-иудеяне — воины персидской армии. Уже через 47 лет после Кира II Великого, как сказано в древнеивритоязычной «Книге Эстэр», при персидском царе Ахашвероше евреи-иудеяне имеют организованные общины по всем областям (то есть сатрапиям) персидской державы Ахеменидов, которая включала в себя помимо сатрапий располагавшихся на территории современных среднеазиатских областей, также и территорию современного армянского региона. Однако, историчность «Книги Эстэр» — сомнительна, но отдельные элементы достоверны, как например; подробное описание быта и обстановки, характер персидского царя Ахашвероша, особенности языка, масса подлинных персидских и зендских имён. В древнеивритоязычном оригинале «Книги Эстэр» сатрапия названа термином медина, и этим же термином названа провинция Иудея (см. Йеhуд Медината) в достоверно-исторической древнеивритоязычной «Книге Эзры». Эзра был первосвященником. Если бы не Эзра, то евреи-иудеяне, жившие в персидской державе Ахеменидов, ассимилировались бы и растворились среди окружающих народов, как это произошло с евреями-израильтянами — населением царства Израиль.

## Скифия и Персидская держава Ахеменидов
После гибели Кира II Великого в 530 году до нашей эры, власть перешла в руки старшего сына Кира — Камбиса II, который продолжил вплоть до своей гибели в 522 году до нашей эры расширение Персидской державы с помощью персидской армии, в которой служили также и воины евреи-иудеяне, как видно из элефантинских папирусов. Сразу после гибели Камбиса, власть в Персидской державе захватил Гаумата, который был убит в результате заговора, и власть в этом же 522 году до нашей эры перешла в руки Дария I. Женившись на Атоссе — дочери Кира II Великого, которая до этого была супругой Гауматы, а до него — супругой Камбиса II, Дарий I официально стал царём Персидской державы Ахеменидов. Правление Дария I началось с подавления многочисленных восстаний; мятеж эламитов и вавилонян; восстания в Маргиане и Эламе; восстание в Персии и Арахосии; мятеж в Мидии, Парфии и Гиркании; военные действия в Армении и Сагартии; новое восстание вавилонян; очередное восстание эламитов и поход против саков; военные действия в Африке; покорение части Индии; завоевания в бассейне Эгейского моря. Во всех военных действиях Дария I принимали участие также и евреи-иудеяне, которые были наёмными воинами в персидской армии, как видно из элефантинских папирусов, а также из «Истории» Геродота, в которой арамеоязычных евреев-иудеян он называет «сирийцы, что в Палестине».

Только три народа на земле искони подвергают себя обрезанию: колхи, египтяне и эфиопы. Финикияне же и сирийцы, что в Палестине, сами признают, что заимствовали этот обычай у египтян. А сирийцы, живущие на реках Фермодонте и Парфении, и их соседи‑макроны говорят, что лишь недавно переняли обрезание у египтян. Это ведь единственные народы, совершающие обрезание, и все они, очевидно, подражают этому обычаю египтян. Что до самих египтян и эфиопов, то я не могу сказать, кто из них и у кого заимствовал этот обычай. Ведь он, очевидно, очень древний. А то что [финикияне и сирийцы] переняли этот обычай вследствие торговых сношений с Египтом, этому есть вот какое важное доказательство. Все финикияне, которые общаются с Элладой, уже больше не подражают египтянам и не обрезают своих детей. 
(Геродот. «История». Книга II. Пункт 104.)

Число триер [во флоте Ксеркса] было 1207. Выставили же эти [корабли] следующие народности: финикияне вместе с сирийцами, что в Палестине, — 300 триер. Вооружены они были так: на головах воинов были шлемы почти такие же, как у эллинов. Затем они носили льняные панцири, щиты без [металлических] ободьев и дротики. Эти финикияне, по их же словам, в древности обитали на Красном море, а впоследствии переселились оттуда и ныне живут на сирийском побережье. Эта часть Сирии и вся область вплоть до Египта называется Палестиной. 
(Геродот. «История». Книга VII. Пункт 89.)

Да и Геродоту Галикарнасскому был небезызвестен наш народ, поскольку по некоторым его замечаниям можно заключить, что он упоминает о нём. Во второй своей книге, говоря об истории колхов, он пишет так: «Из всех людей у одних только колхов, египтян и эфиопов издавна существует обряд обрезания. Что же касается финикиян и палестинских сирийцев, то они признают, что научились этому от египтян. Сирийцы, живущие по рекам Фермодонт и Парфений, и их городские соседи макроны говорят, что совсем недавно научились этому у колхов. Ведь это единственный народ, совершающий обрезание, и они, по всей видимости, делают то же самое, что и египтяне. А о самих египтянах и эфиопах — кто у кого перенял этот обычай, сказать не могу». Итак, Геродот упомянул, что палестинские сирийцы совершают обрезание. Но из жителей Палестины одни только иудеи имеют такой обычай. Стало быть, он знал об этом и говорил о них. 
(Иосиф Флавий. «О древности еврейского народа. Против Апиона». Книга I. Пункт 22.)
С целью привлечь на свою сторону евреев-иудеян, Дарий I на второй год своего царствования, в 520 году до новой эры, разрешил возобновить работы по построению 2-го Иерусалимского Храма (согласно «Книге Эзры»), а в 516 году до новой эры, через год после подавления всех восстаний Дарием I, Храм был освящён. Это было время, когда евреи-иудеяне были персидскими воинами, а не ешиботниками. До событий Пурима, описанных в древнеивритоязычной «Книге Эстэр», в которой евреи-иудеяне также выступают воинами в Персидской державе, оставалось 33 года, а до возвращения в Иерусалим первосвященника Эзры оставалось 58 лет. А тем временем, именно при Дарии I евреи-иудеяне оседают по всем областям-сатрапиям Персидской державы Ахеменидов, которая включала помимо сатрапий, располагавшихся на территории среднеазиатских областей современного постсоветского пространства, также и сатрапии, располагавшиеся на территории современных армянских, грузинских и азербайджанских областей.

Предполагаемый маршрут похода Дария I против причерноморских скифов

В северном побережье причерноморских областей современных Украины и России, евреи-иудеяне появляются в 512 году до новой эры, когда сатрап Каппадокии и царь Дарий I предприняли военный поход против причерноморских скифов, закончившийся безрезультатно, и персидская армия во главе с Дарием I отступила обратно в западном, и затем в южном направлениях причерноморского побережья — в Персию.
При Дарии I начались знаменитые греко-персидские войны, а после смерти Дария I продолжились в правление последующих персидских ахеменидских царей: Ксеркс I (486—465 года до н. э.), что упомянут в «Книге Эстер» под именем Ахашверош; Артаксеркс I (465—424 года до н. э.) друг Эзры и Нехемии; Ксеркс II (424 г. до н. э.); Секудиан (424—423 года до н. э.); Дарий II (423—404 года до н. э.); Артаксеркс II (404—359 года до н. э.); Артаксеркс III (359—338 года до н. э.); Артаксеркс IV (338—336 года до н. э.) и Дарий III (336—330 года до н. э.), при котором македонский царь Александр III Великий разгромил Персидскую державу и объявлен был царём Азии.
Брат последнего персидского ахеменидского царя Дария III — Оксафра, выдал свою дочь — Амастрис, за грека Дионисия — правителя мегарской колонии Гераклея Понтийская. Дионисий был сыном Клеарха. Именно это событие представляется наиболее вероятной точкой отсчёта появления евреев-иудеян в Крыму. Женившись на ахеменидской персиянке Амастрис в 324 году до новой эры на грандиозной свадьбе, на которой помимо Александра Македонского, женились также и до 10 000 греко-македонцев на знатных персиянках, Дионисий — правитель греческой колонии Гераклии Понтийской, легализовал путь для проживания соплеменников своей супруги — ахеменидских персов и евреев-иудеян — персидских воинов, на Гераклейском полуострове Крыма, в греческой колонии Херсонес Таврический, так как название Гераклейского полуострова происходит от названия малоазийской колонии Гераклея Понтийская, выходцы из которой основали крымскую колонию Херсонес Таврический в 422/421 годах до новой эры. Из Херсонеса Таврического, как предполагается, евреи-иудеяне стали расселяться дальше по Крыму и Таманскому полуострову.

## Греческие государства Причерноморья
Евреи впервые появились на примыкающей к Чёрному и Азовскому морям территории Восточной Европы не позднее II—I веков до н. э. Они жили в греческих колониях и их разговорным языком был древнегреческий язык. Среди евреев были знатные горожане и воины (надгробная плита воина-еврея I века найдена в Тамани).
В конце IV века в Боспорском царстве жили евреи — потомки тех, кто был изгнан во времена ассирийского и вавилонского пленений, а также участников восстания Бар-Кохбы. Таманский полуостров был крупным центром сосредоточения евреев; византийский хронист Феофан в 671 году отмечал: «… в городе Фанагория и его окрестностях около живущих там евреев проживают также и многие другие племена».

## Хазарский каганат
Еврейские общины из Персии через Дербентский проход переместились на нижнюю Волгу, где в VIII веке вырос Итиль — столица Хазарского каганата. Под их влиянием правитель хазар Булан и правящий класс Хазарии приняли иудаизм во второй половине VIII века или в начале IX века. В Хазарии также жили и этнические евреи, переселявшиеся сюда из Византии и Арабского халифата. Под покровительством хазарских правителей процветала торговля между Востоком и Западом. Её осуществляли, в частности, еврейские купцы — раданиты, которые вели торговлю рабами, шёлком, мехами и оружием, а также восточными пряностями.

## Киевская Русь
Существует предположение о массовой миграции евреев Хазарии на запад, на территории Галиции, Волыни и Польши после распада Хазарского каганата. Подтверждениями этого считаются сообщение 1117 года в летописи о переселении хазар из Белой Вежи (Саркела) под Чернигов и основании ими поселения Белая Вежа, а также многочисленные топонимы, включая Жидово, Жидичев, Жидова вила, Козари, Козара, Козарзевек на территории Древней Руси и Польши. Согласно так называемому Киевскому письму из Каирской генизы, в X веке в Киеве существовала еврейская община. Предположения о существовании в XI и XII веках отдельного еврейского квартала в Киеве ставятся под сомнение рядом историков. Однако, наличие в городе-крепости так называемых «Жидовских ворот» свидетельствует, как минимум, о торговле с евреями в этот период.
Помимо киевской еврейской общины, известна также еврейская община Чернигова, созданная в XI веке и, вероятно, во времена Черниговского княжества являвшаяся центром еврейской учёности, и Владимира-Волынского в XI—XII веках. В этот период евреи, возможно, присутствовали также в Северо-Восточной Руси, во владениях князя Андрея Боголюбского (1169—1174), хотя и неизвестно точно, жили ли они там постоянно.
В еврейских средневековых источниках Восточная Европа зачастую именовалась Ханааном, подобно другим землям, еврейские названия которых были образованы от библейских топонимов; соответственно, славянский язык назывался ханаанским — кнаанит (см. статью Еврейско-славянские диалекты). Византийские евреи с удивлением отмечали, что к северу от них живут евреи, не знающие ни одного языка, кроме кнаанит. Вплоть до монгольского нашествия религиозные споры с иудеями занимали большое место в жизни киевского духовенства. Киевские евреи перевели с иврита на древнерусский язык библейские книги Даниэль и Эсфирь, отрывки из книг Иосифа Флавия, популярное историческое сочинение «Иосиппон», апокрифы «Исход Моисея», цикл легенд о Соломоне, «Слово Зоровавеля»; переводы дошли в копиях до Нового времени. Славяноязычная еврейская община Киевской Руси сильно пострадала от монгольского нашествия. После него о евреях на Руси долго ничего не было известно.

## Польское королевство, Великое княжество Литовское, Крымское ханство
На землях Великого княжества Литовского оставались евреи, говорившие (а иногда и писавшие) по-славянски. Массовое изгнание из Англии, Франции, Испании и большинства других западноевропейских стран в разное время, преследования в Германии в XIV веке привели к тому, что западноевропейские евреи (ашкеназы) приняли приглашение польского короля Казимира III поселиться на территории Польши.
Малочисленная славяноязычная еврейская община ассимилировалась в среде этих носителей языка идиш. Затем евреи, поселившись на территории собственно Польши и Литвы, начали расселяться на территориях Белоруссии и Украины, входивших в Речь Посполитую.
В Крыму продолжали жить как местные евреи, исповедующие классический иудаизм, так и караимы (упоминаются с XIV века). В Крымском ханстве евреи жили свободно, соперничая в торговле с генуэзцами и греками.

## Московское государство
Крещение Руси, происходившее при посредстве Византии, принесло за собой антиеврейскую идеологическую традицию, подхваченную русскими христианскими проповедниками. Антиеврейский церковный уклон в то время слабо влиял на рядовое население. Однако к XVI веку положение коренным образом изменилось.
Еврейские купцы из Польши и Литвы приезжали на территорию Руси только временно по торговым делам. Московские великие князья и цари не позволяли евреям поселяться в их землях. Русские люди того времени с подозрением относились к нехристианам, а особенно к евреям, которые привели к появлению ереси жидовствующих.
В конце 1470 года новгородцы пригласили на княжение Михаила Олельковича из Киева. В его свите был учёный еврей Схария, который по словам летописца повлиял на новгородских священников Алексея и Дениса так, что они стали распространителями ереси жидовствующих, известной до начала XVI века.
Иван Грозный запретил всякое пребывание евреев в стране и следил за тщательным соблюдением запрета. В 1545 году были сожжены товары еврейских купцов из Литвы, приехавших в Москву. Когда польский король Сигизмунд II Август в 1550 году напомнил русскому царю, что раньше московские великие князья свободно впускали всех купцов из Польши, будь то христиане и евреи, на что Иван Грозный ответил: «жиды… людей от крестьянства [то есть христианства] отводили и отравныя зелья в наше государство привозили… И ты бы, брат наш, вперёд о жидах нам не писал!». После взятия города Полоцка войсками Ивана Грозного в феврале 1563 года около 300 местных евреев, отказавшихся перейти в христианство, согласно легенде, были утоплены в Двине.
Царь Алексей Михайлович изгонял евреев даже из временно занятых русскими войсками литовских и белорусских городов. В присоединённой к России части Украины евреи права постоянно жить также не получили. Российские власти интересовались положением евреев в разных европейских странах и Османской империи. Статьи «еврейской тематики» неоднократно включали в обзоры западной прессы (куранты), которые в Посольском приказе составляли для царя и бояр. Особый интерес у российских властей вызвал Саббатай Цви. Статьи о нём переводили регулярно. Отдельные переводы публикаций на эту тему попадали в куранты даже после того, как Саббатай Цви принял ислам.
Среди первых жителей Мещанской слободы в Москве, согласно переписям 1676 г. и 1684 г., было несколько евреев-выкрестов. Жили выкресты и в московской Новоиноземной слободе. Перешедшие в православие евреи получали за крещение крупные пожалования. Выкресты встречаются среди медиков, переводчиков, иконописцев. Некоторые из них фигурируют в источниках как дети боярские.

## Российская империя
Пётр I ввёл в высшие круги российской аристократии группу выкрестов: крещёными евреями были вице-канцлер П. Шафиров, резидент в Амстердаме и Вене А. Веселовский (оба — выходцы из Мещанской слободы), генерал-полицмейстер Санкт-Петербурга А. Дивьер. Однако Пётр I последовательно отклонял просьбы еврейских купцов о въезде в Россию, не желая, вероятно, обострять свои и без того напряжённые отношения с православной церковью. Как бы то ни было, именно при Петре I евреи начали проникать в значительных количествах в пограничные с Польшей российские земли, особенно в Малороссию.
По смерти Петра I 20 апреля 1727 года Екатерина I издала указ о высылке всех евреев из пределов империи.
Императрица Елизавета Петровна 2 декабря 1742 года указала: «Как то уже не по однократным предков Наших в разных годах, а напоследок, блаженныя и вечнодостойныя памяти, вселюбезнейшия Матери Нашей Государыни Императрицы Екатерины Алексеевны, в прошлом 1727 году Апреля 26 дня состоявшимся указом, во всей Нашей Империи, как в Великороссийских, так и в Малороссийских городах Жидам жить запрещено; но ныне Нам известно учинилось, что оные Жиды ещё в Нашей Империи, а наипаче в Малороссии под разными видами, яко то торгами и содержанием корчем и шинков жительство своё продолжают, от чего не инаго какого плода, но токмо, яко от таковых имени Христа Спасителя ненавистников, Нашим верноподданным крайняго вреда ожидать должно. <…> Всемилостивейше повелеваем: из всей Нашей Империи, как из Великороссийских, так и из Малороссийских городов, сёл и деревень, всех мужска и женска пола Жидов, какого бы кто звания и достоинства ни был, со объявления сего Нашего Высочайшего указа, со всем их имением немедленно выслать за границу, и впредь оных ни под каким видом в Нашу Империю ни для чего не впускать; разве кто из них захочет быть в Христианской вере Греческого исповедания, таковых крестя в Нашей Империи, жить им позволить, токмо вон их из Государства уже не выпускать. А некрещёных, как и выше показано, ни под каким претекстом никому не держать.» 16 декабря 1743 года на докладе Сената, просившего императрицу допустить евреев из Польши и Литвы для временной, на ярмарках, торговли в Риге и иных приграничных местах, доказывая, что в противном случае «не токмо Вашего Императорского Величества подданным в купечестве их великой убыток, но и Высочайшим Вашего Императорского Величества интересам немалой ущерб приключиться может», начертала: «От врагов Христовых не желаю интересной прибыли.»

### 1772—1825
До 1772 года еврейское население в России практически отсутствовало. Усилия не допустить евреев в Российскую империю оказались бессмысленными, поскольку земли Речи Посполитой с их многочисленным еврейским населением вошли в состав Российской империи в конце XVIII века после её разделов в 1772—1795 годах. В 1783 году в состав Российской империи вошёл Крым и крымчаки, караимы также стали российскими подданными. С этого момента религиозно-идеологическая проблема отношения российских властей к евреям превратилась в практическую. Профессор Шмуэль Эттингер из Иерусалимского университета пишет, что «раздел Польши между Россией, Австрией и Пруссией повлёк за собой тяжёлые потрясения в жизни еврейского населения».
Евреи в Польше были носителями капиталистических тенденций: они занимались арендой сельскохозяйственных земель, отдельных прав и монополий, иногда даже небольших населённых пунктов, одно время доминировали в мелком и среднем кредитовании (ростовщичестве), были очень активны во всех видах торговли; в некоторых сферах (например, в ремонте одежды) еврейские ремесленники были почти монополистами. В средневековом мире это вызывало негативное отношение у христианских соседей. Ко времени разделов Польши экономическое влияние евреев сильно сократилось (особенно в сфере финансов), но устойчивое представление о евреях как «эксплуататорах» доминировало в общественном сознании.
По данным финансового комитета, который был создан польским Четырёхлетним сеймом, евреи к концу XVIII века составляли до 12 % (по некоторым данным, до 20 %) всего населения. Евреи контролировали 75 % польского экспорта, и вследствие перенаселённости городов переселялись в сельскую местность, где получили преобладание в винной торговле, приобретая монополии на продажу спиртных напитков. При этом следует понимать, что само право винокурения принадлежало не евреям, а польской шляхте, евреи выступали арендаторами.
К концу XVIII века польское государство предпринимало меры по ограничению деятельности евреев. Это привело в 1775 году к изгнанию евреев из Варшавы и последующему погрому.
Сразу после раздела Польши Екатерина II, проникнувшись идеей роста городов как торговых центров Российской империи, в 1780 году указом отнесла всех евреев к одному из городских сословий — купеческому или мещанам. По сравнению с большинством населения, относимого к крестьянскому сословию, городские сословия имели более широкие права и привилегии.
«Городовое положение» Москвы 1785 года предоставило купечеству большие привилегии, вне зависимости от их религии. Это позволило евреям переселяться в Москву и вести торговлю. Уже к 1790 году в Москве было 3 еврея, купца 1 гильдии: Ессель Янкелевич, Михаил Гирш Мендель и Гирш Израилев. Московская управа благочиния сообщала, что в Москве проживало 49 мужчин, 8 женщин и 12 детей иудейского вероисповедания. Как отмечает профессор Университетского колледжа Лондона Джон Клир, «статус российских евреев был уникальным для этого времени во всей Европе» Однако такое состояние продлилось недолго, столкнувшись с недовольством христианского населения городов и обвинением евреев властями в «паразитических» и «эксплуататорских» видах деятельности, не способствовавших росту городов и не соответствовавших деятельности купеческого сословия.
13 февраля 1790 года 5 московских купцов 1 гильдии, заручившись поддержкой городского головы М. П. Губина, подали прошение к главнокомандующему Москвы П. М. Еропкину выслать из города всех евреев, так как они незаконно записались в купеческое сословие и мешают городской торговле. В ответ один из московских купцов-иудеев, Михайло Григорьев сын Мендель, также написал обращение к П. М Еропкину, подчеркнув оскорбительность прошения со стороны московского купечества и несостоятельность обвинений. Вскоре ещё шесть евреев-купцов написали новому главнокомандующему Москвы А. А. Прозоровскому письмо, в котором доказывали законность зачисления в купечество, отрицали обвинения в незаконной торговле и порче золотых и серебряных монет. Эта ситуация наглядно демонстрирует, что де-юре евреи могли записываться в купечество, а де-факто они могли это делать свободно лишь в двух белорусских губерниях. 7 октября 1790 года Совет при императрице выпустил постановление, запрещающее евреям «записываться в купечество во внутренние российские города и порты…».

#### Восприятие «еврейского вопроса» в обществе
Проблема еврейского населения в империи для власти заключалась в формулах «религиозный фанатизм евреев» и «экономическая эксплуатация» местного населения. Последнее позднее стало рассматриваться как следствие первого. Такое представление о «еврейском фанатизме» опиралось на мнение, что «столетия гонений и учение Талмуда сформировали среди евреев особый замкнутый склад ума — менталитет гетто, который вместе с религиозно усиленным чувством превосходства над „гоями“ делал невозможным для евреев стать лояльными гражданами государства».

В обществе сложились представления, что евреи были лишены лояльности к государству и какой-либо склонности к нормальным гражданским взаимоотношениям с нееврейским населением. Постоянной темой дискуссий российского общества по проблеме евреев была предполагаемая их заносчивость, усиливаемая системой образования еврейского мужского населения, в которое были внедрены антихристианские трактовки Талмуда. Это в свою очередь оправдывало и поддерживало откровенную экономическую эксплуатацию основывающуюся на обмане и эксплуатации нееврейского населения.
Клир пишет, что этот «изощрённый миф» был важным этапом в развитии русской юдофобии, ранее опиравшейся на простые религиозные предрассудки.
С точки зрения представителей культурно-интеграционного направления, главенствовавшего в российских взглядах по еврейскому вопросу, еврейское образование (при котором однако в большинстве своём взрослые евреи, как правило, умели читать и писать) полагалось бесполезным, еврейский язык[уточнить] — в лучшем случае жаргоном, в худшем — культурным барьером, ограждавшим евреев от прочего мира, костюм — негигиеничным и служащим лишь отчуждению между евреем и христианином. Единственным решением еврейского вопроса считалось приобщение евреев к культуре великороссов. Так, одним из представителей этого направления, гражданским губернатором Литовской губернии Иваном Григорьевичем Фризелем, который по мнению Клира сформулировал «еврейский вопрос» в России, предлагались такие меры: добиться обучения еврейской молодёжи в средних школах, программа которых не ограничивалась бы лишь религиозным воспитанием, заучиванием Талмуда и анализом библейских текстов; предпринимать меры по сохранению традиционной еврейской веры и препятствовать появлению новшеств, которые могли бы привести к волнениям, невежеству или обману; ограничить брачный возраст, запретив браки несовершеннолетних. Другой российский чиновник и государственный деятель Гавриил Державин, полагая, что евреи ненавидят христиан, предлагал запретить евреям нанимать христианскую прислугу; запретить сосланным в Сибирь преступникам евреям брать с собой жён («дабы не размноживалися и не развращали сердце Империи…»); сломить власть кагала, чтобы евреи могли полноценно участвовать в экономической жизни общества; уничтожить старую систему общинного самоуправления с её собственными налогами, сборами и штрафами и при этом запретить евреям избираться в сословные органы (таким образом, отдать все решения по евреям в руки конкурентов-христиан), а также уничтожить право на занятия виноторговлей и арендаторством. Державин видел пользу в физической сегрегации евреев от христиан посредством массовых насильственных переселений и полного запрета въезда (за редкими исключениями) во внутренние губернии. Доводы Державина в пользу отмены общинного самоуправления евреев, а именно замкнутость еврейского общества, «государство в государстве» с международным характером, стали в будущем основой русской юдофобии XIX века. Большая часть реформаторских предложений Державина опиралась на советы двух польских евреев, сторонников еврейской реформы.
Одной из распространённых тем дискуссий в российском обществе были слухи о кагалах — органах еврейского общинного управления, которые были упразднены в 1844 году. Комментаторы-юдофобы утверждали, что в таких паразитических (по их представлениям) формах экономической деятельности, как мелкая торговля, посредническая деятельность, ростовщичество, винная торговля — взаимная поддержка, обеспечиваемая кагалом, делала невозможной конкуренцию с евреями. Британский историк Джон Клир писал, что «фанатизм» ультраортодоксальных евреев ставил в тупик царских чиновников, которые обнаружили несовместимость большинства евреев (кроме перешедших в христианство) со внутренней политикой империи. Большинство из них было заперто в западных районах страны, в черте оседлости. Особую роль в пропаганде взгляда на евреев как «эксплуататоров» сыграли помещики, которые сами давали им права аренды, и чтобы отвести от себя упрёки в нищенском положении крестьян во всём обвиняли евреев, например в случае с голодом в бывших польских губерниях в конце XVIII века. Местные власти поддерживали это объяснение.

#### Политика в отношении евреев
Стереотип «еврейской эксплуатации» был краеугольным камнем российской государственной политики в отношении евреев. Её проявления в виде различных ограничений на разрешённые занятия, место жительства и др. в сочетании с ростом еврейского населения вели к его массовому обнищанию.
Как и все прочие российские подданные податных сословий, евреи не пользовались полной свободой в выборе места жительства: указом Екатерины II от 28 декабря 1791 года определялась территория, где им было дозволено жительствовать и заниматься промыслом, — впоследствии получившая наименование черты еврейской оседлости. Последняя первоначально охватывала Литву, Белоруссию, Новороссию и некоторые другие части территории современной Украины. Бессарабия после её вхождения в Российскую империю в 1812 г. и Царство Польское (собственно польские земли, отошедшие к Российской империи в 1815 г.) также были затем отнесены к черте оседлости. Как пишет историк Й. Петровский-Штерн, «черта оседлости представляла собой важнейший механизм ущемления элементарных прав евреев России».
Даже временный выезд из черты оседлости для евреев был осложнён. Проживание евреев в соответствии с указом о черте оседлости разрешалось лишь в специально оговорённых городах и местечках. В разное время евреям запрещалось селиться в Николаеве, Ялте, Севастополе и в большинстве районов Киева.
Занятие же евреев шинкарством и арендой мельниц, молочных ферм, рыбной ловлей у помещиков правительство пыталось пресечь, так как считалось, что это приводило к разорению местных крестьян. В связи с этим евреям было запрещено проживать в деревнях. Этим запретом сразу вычёркивался из экономической жизни промысел, кормивший почти половину еврейского населения Российской империи. Однако роль евреев в экономике в сельской местности была столь значительна, что выселение евреев из деревень в города с 1809 г. было приостановлено.
Результатом ограничений в выборе занятия и местожительства явилась чрезвычайная скученность и нищета в местечках в пределах черты. Большинство евреев были приписаны к мещанскому сословию или третьей, низшей гильдии купеческого сословия.
Для решения «еврейского вопроса» до 1881 года властями проводилась последовательная политика «сближения» и «слияния». Клир пишет, что всё же «государство и общество сошлись во мнении, что евреи могут и должны быть преобразованы в здоровую силу общества». При Александре I этой цели пытались достигнуть постепенными реформами, а впоследствии — при Николае I — с помощью агрессивного вмешательства в жизнь еврейской общины.
При Александре I государство кодифицировало правовое регулирование статуса евреев. Указ 1804 года затрагивал нормативным регулированием практически все аспекты жизни евреев. В Указе были отражены как ограничения и запреты, так и права евреев в экономической жизни с тем чтобы стимулировать более продуктивную экономическую деятельность еврейского населения. Особое внимание уделялось еврейским производителям и продавцам алкогольной продукции, которых правительство стремилось вытеснить из сельских поселений и переселить в города и рабочие посёлки Указ от 9 декабря 1804 года позволил евреям в России переходить в крестьянское сословие для создания земледельческих поселений (колоний) на специально отведённых для этого незаселённых землях в Новороссии. Как и прочие колонисты, евреи получили временные налоговые льготы, освобождение от рекрутской повинности, а также субсидии для приобретения или покупки земельных угодий.
На призыв правительства откликнулись несколько сотен еврейских семей из Белоруссии, которые основали первые земледельческие колонии в 1808 г. Но непривычность евреев к земледелию, с одной стороны, и трудность заселения неосвоенного степного края, с другой, привели вскоре к упадку этих колоний.
В 1794 г. подушная подать с евреев, записавшихся в мещанство и купечество, была установлена в двойном размере по сравнению с податью с мещан и купцов христианского исповедания. В двух белорусских губерниях некоторые евреи были избраны в магистраты. Однако губернаторы украинских губерний самовольно установили ограничительную норму для евреев в магистратах: в местах с преобладающим еврейским населением они разрешали евреям выбирать только одну треть членов магистрата. В 1797 году были введены специальные должности цензоров еврейских книг — им было необходимо досконально изучать произведения на иврите и идише и исключать из них те места, которые можно было счесть нападками на христианство. Цензоры несли персональную ответственность за одобренные книги.
Во время Отечественной войны 1812 г. евреи Белоруссии часто оказывали существенные услуги российской армии в области обеспечения продовольствием и разведки. При главной квартире продвигавшейся на Запад русской армии находились в 1812—1813 годах два еврейских «депутата». Они получали поручения от интендантства и передавали их своим агентам на местах. Евреи, укрывавшие в своих домах русских курьеров с депешами или дававшие русским командирам сведения о расположении неприятельской армии, расстреливались или вешались, если они попадались в руки французам. Денис Давыдов писал: «Дух польских жителей Гродно был для нас весьма неблагоприятен. Напротив, все вообще евреи, обитающие в Польше, были столь преданы нам, что не хотели служить неприятелю в качестве лазутчиков и весьма часто нам сообщали важнейшие сведения о нём». Из-за ненадёжности поляков Денис Давыдов передал всю полицейскую власть в освобождённом от французов Гродно еврейскому кагалу.
Тем не менее, после войны правительство предприняло новые меры по ограничению прав евреев. Указом от 11 апреля 1823 г. Александр I потребовал, чтобы евреи Белоруссии прекратили к 1 января 1824 г. все винные промыслы, а к 1 января 1825 г. переселились в города и местечки. К январю 1824 г. было выселено около 20 тыс. человек, многие из которых остались без крыши над головой и кочевали по дорогам. В 1824 г. последовал указ: евреям — подданным иностранных государств было запрещено селиться в России; правительство мотивировало его необходимостью положить предел «чрезвычайному размножению еврейского племени». В 1825 г. под предлогом борьбы с контрабандной торговлей евреям (за исключением владельцев недвижимости) было запрещено жить в сельской местности в 50-вёрстной полосе вдоль границы. Ухудшение отношения Александра I к евреям выразилось и в принятом им осенью 1825 г. решении возобновить Велижское дело, несмотря на циркуляр 1817 г., запрещавший возбуждать дела о ритуальных убийствах без достаточных оснований. Между тем намеченные «Положением» 1804 года меры для поднятия уровня образования и хозяйственного быта евреев оставались лишь на бумаге.
Время раздела Польши было временем религиозного раскола в польском еврействе — появился хасидизм. Хасиды были особенно многочисленными на Украине. В большинстве городов еврейские общины состояли из обоих элементов — хасидов и их противников, названных миснагидами, с преобладанием то одной, то другой партии, — что служило причиной непрекращающихся раздоров в кагалах и синагогах. Обе стороны в своей борьбе зачастую использовали доносы друг на друга российским властям. Власти относились к евреям как к единому сообществу и крайне плохо различали отдельные течения внутри еврейства — как вследствие невежества, так и вследствие отсутствия интереса.
Александр I учредил особый комитет для обсуждения вопроса об улучшении быта евреев в России, а в 1804 году утвердил выработанное этим комитетом «Положение об устройстве евреев». Этим законодательным актом религиозный раскол евреев был узаконен. В каждой общине хасидам и миснагидам было разрешено устраивать свои особые синагоги и выбирать своих раввинов, с тем только, чтобы кагальное управление в каждом городе было общее для всех частей общины.

### 1825—1856
В царствование Николая I в 1827 году был издан закон, обязавший евреев к отбыванию рекрутской повинности, от которой они ранее были освобождены. Евреи, в отличие от христиан, брались в рекруты с 12 лет. Еврейские дети-рекруты до 18 лет направлялись в батальоны кантонистов, откуда большинство их попадало в школы кантонистов, и немногих определяли в сёла на постой, либо в ученики к ремесленникам. Годы пребывания в кантонистах не засчитывались в срок военной службы (25 лет) как евреям так и неевреям. Квота призыва для еврейских общин составляла десять рекрутов с одной тысячи мужчин ежегодно (для христиан — семь с одной тысячи через год). От общин, кроме того, требовали расплачиваться «штрафным» числом рекрутов за податные недоимки, за членовредительство и побег призывника (по два за каждого), причём разрешено было пополнять требуемое число призывников малолетними.
Также издавались законы, ограничивавшие права евреев на избрание местожительства и рода занятий. 2 декабря 1827 года были опубликованы указы о выселении евреев из сельской местности в Гродненской губернии и из Киева в течение двух лет (по различным причинам исполнение второго указа было отложено до февраля 1835 года). В 1829 года Николай I распорядился выслать из Курляндии всех евреев, приехавших туда из других мест. В 1830 году евреи были высланы из сёл Киевской губернии. В 1835 года императором было утверждено новое «Положение о евреях». Согласно ему, в Белоруссии евреям разрешалось проживать только в городах, в Малороссии — везде, кроме Киева и сёл, принадлежащих государственной казне, в Новороссии — во всех населённых пунктах, за исключением Николаева и Севастополя; в прибалтийских губерниях могли жить только их уроженцы. Евреям было запрещено вновь селиться в 50-вёрстной пограничной полосе. Во внутренние губернии евреям разрешалось приезжать не более чем на шесть недель по паспортам, выдаваемым губернаторами, и при условии ношения русской одежды.
В 1844 году кагалы были лишены административных полномочий. Стремясь «слить» евреев с прочим населением кагалы были повсеместно упразднены и их функции переданы городским управам и ратушам В том же году Николай I запретил принимать евреев на государственную службу, «доколе они остаются в еврейском законе». В Москве приезжим евреям-торговцам в период с 1828 года по 1856 год было разрешено проживать только на Глебовском подворье без права покидать его в ночное время.
1 мая 1850 года последовал запрет на ношение традиционной еврейской одежды: после 1 января 1851 года только старым евреям было разрешено донашивать её при условии уплаты соответствующего налога. В апреле 1851 года еврейским женщинам запретили брить голову, с 1852 г. не разрешалось «ношение пейсиков», а талесы и кипы можно было надевать только в синагогах. Однако большинство евреев продолжало носить традиционную одежду и пейсы; власти боролись с этим, применяя жестокие меры, но успеха так и не добились.
Одним из самых значимых преобразований Николая I было создание в 1840-х годах государственной еврейской образовательной системы, включающей как начальные школы, так и училища (в Вильне и Житомире), которые были призваны подготавливать образованных раввинов и учителей. Для создания светского еврейского образования советником правительства в Россию был приглашён немецкий раввин-реформатор Макс Лилиенталь[уточнить]. Эта образовательная реформа привела к созданию слоя светских еврейских интеллектуалов и просветителей.
В ноябре 1851 года всё еврейское население было разделено на пять разрядов: купцы, земледельцы, ремесленники, оседлые и неоседлые мещане (оседлыми мещанами считались евреи, имевшие недвижимую собственность или занимавшиеся «мещанским торгом»). Большинство еврейского населения попало в разряд неоседлых мещан, для которых вводился усиленный рекрутский набор. Им запрещалось отлучаться из городов, к которым они были приписаны. В правилах говорилось и об отправке неоседлых мещан на казённые работы. Попытка осуществления «разбора» на практике вызвала множество затруднений; местные власти не могли понять, к какому разряду отнести тех или иных евреев. Эти трудности привели к тому, что «разбор» производился очень медленно, а с началом Крымской войны он был прекращён.
Рекрутчина, рост налогов, различного рода преследования привели к обнищанию широких слоёв еврейского населения — в 1827 г. недоимки с евреев составляли по одному рублю на человека, а в 1854 г. — по 15 рублей 50 копеек.
Начало еврейской земледельческой колонизации в Бессарабской области Новороссии было положено указом императора Николая I «Положение о евреях» от 13 апреля 1835 года. Этот указ позволял евреям получать казённые земли в бессрочное пользование, приобретать и арендовать земельные участки в шести губерниях, а также предусматривал временные рекрутские и налогоплатёжные послабления для колонистов. Подавляющее большинство еврейских сельскохозяйственных колоний последующих лет было организовано в Бессарабской области, Подольской, Екатеринославской и Херсонской губерниях. За короткий промежуток времени в России появилась новая прослойка евреев-земледельцев, которые к середине XIX столетия составляли уже 3 % от всего еврейского населения страны, а в Бессарабской области — около 16 %.
Так как, в отличие от Новороссии, казённых земель Бессарабия практически не имела, всё новые колонии были частновладельческими: помещичьи земли выкупались или арендовались в складчину переселявшимися из соседней Подольской губернии еврейскими семьями. К началу колонизации в Бессарабской области было около 49 тысяч евреев (около 11 % от всего населения края) и ещё около 10 тысяч переселились из Подольской губернии в последующие несколько десятилетий. Всего в последующие два десятилетия (с 1836 до 1853 года) было образовано 17 сельскохозяйственных колоний, преимущественно в северных районах края.

### 1856—1881
Со вступлением на престол императора Александра II в 1856 году был прекращён набор еврейских детей в кантонисты. Купцам первой гильдии, после 10-летнего пребывания в гильдии, а также лицам с высшим образованием, среднему медицинскому персоналу, цеховым ремесленникам (записанным в ремесленные цехи — архаичные сословные учреждения) и отставным рекрутам было предоставлено право жительства за пределами черты оседлости (1859—1865 годы). В июне 1856 года евреям было разрешено проживать в Москве вне территории Глебовского подворья. В положении о земских учреждениях 1864 года не было никаких ограничений для евреев, но в Городовом положении 1870 года предусматривалось, что число евреев в городских думах и управах не должно превышать одной трети общего состава этих органов.
Политика поощрения еврейского земледелия в России была свёрнута Александром II новым указом от 30 мая 1866 года, вновь наложившим запрет на приобретение евреями земельных участков. К этому времени (1873) в Бессарабском крае насчитывалось 1082 еврейских хозяйства (10589 душ). Ещё более усугубили положение земледельческих колоний «Временные правила» 1882 года, согласно которым по истечении первоначального арендного срока земельные участки колоний не могли быть ни куплены ни арендованы самими колонистами. Несмотря на запрет и активные меры по ограничению еврейского земледелия, около 20—25 % жителей еврейских колоний продолжали заниматься сельскохозяйственной деятельностью.
В быстром экономическом подъёме, начавшемся в России в результате реформ Александра II, сыграли значительную роль еврейские предприниматели, и, во многом благодаря их усилиям, Украина стала одним из наиболее динамично развивавшихся регионов империи. Ведущую роль в становлении различных отраслей экономики России сыграли банкирские дома Гинцбургов и Поляковых, тесно сотрудничавшие с государством. В стремительно развивавшейся сахарной промышленности крупнейшими предпринимателями были Зайцевы и Бродские, в прошлом крупные откупщики. Развитие Одессы как важнейшего порта вызвало быстрый рост еврейской общины этого города, которая стала одной из крупнейших в Российской империи.

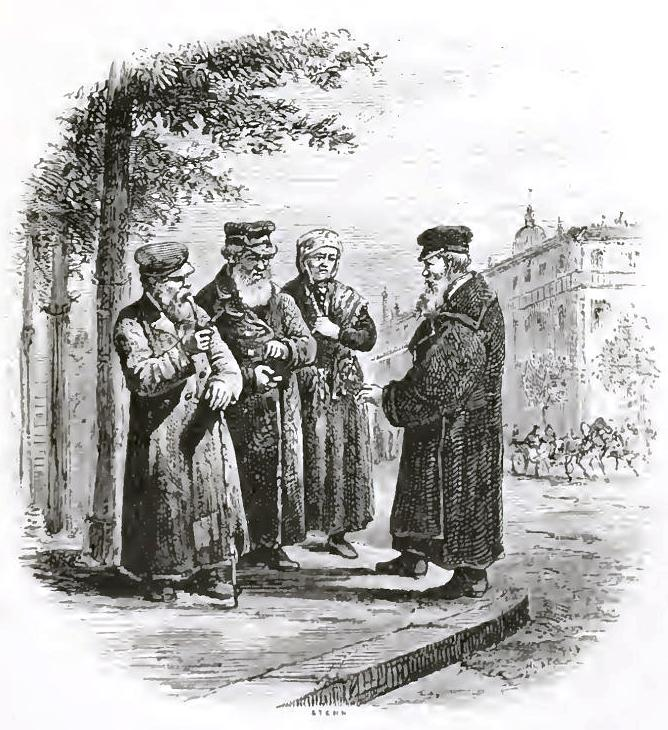
Евреи Одессы, 1876 год

Евреи также начали вносить значительный вклад в культуру России. Всероссийскую известность получили художник-пейзажист Исаак Левитан, скульптор Марк Антокольский, пианист и композитор Антон Рубинштейн.
В связи с дальнейшим формированием территории Российской империи в XIX веке её подданными стали также грузинские евреи, горские евреи и среднеазиатские евреи.
Начиная с 1860-х годов культурная изоляция евреев постепенно ослабевала. Постоянно увеличивающееся число евреев принимало русский язык и обычаи. Усиливалось стремление еврейской молодёжи поступить в гимназии и университеты. Усилилась борьба старого и молодого поколений, из которых первое совершенно отгораживалось от русской среды, а второе устремилось к слиянию с ней.
В пореформенные десятилетия (1860—1870-е годы) правительство ослабляло ограничения черты оседлости для различных категорий еврейского населения: 27 ноября 1861 года повсеместное проживание на территории Российской империи получили лица иудейского вероисповедания с высшим образованием, с учёными степенями кандидата, магистра, доктора; к 1867 году действие этого закона было распространено на всех врачей-евреев; 28 июня 1865 года — на ремесленников-евреев; 25 июня 1867 года — на отставных николаевских солдат; в 1872 году — на выпускников Санкт-Петербургского практического технологического института; в 1879 году — на выпускников всех высших учебных заведений, а также на аптекарских помощников, дантистов, повивальных бабок и их учеников, как и учеников фармацевтов и фельдшеров. Евреи получили право поступать на государственную службу, участвовать в городском и земском самоуправлении и судах. Но и по новым законам (Городовому положению 1870 года) доля евреев-гласных не могла быть более 30 % от числа гласных в данном городе, пусть хоть с преобладающим еврейским населением, а также не могли избираться городскими головами:327.

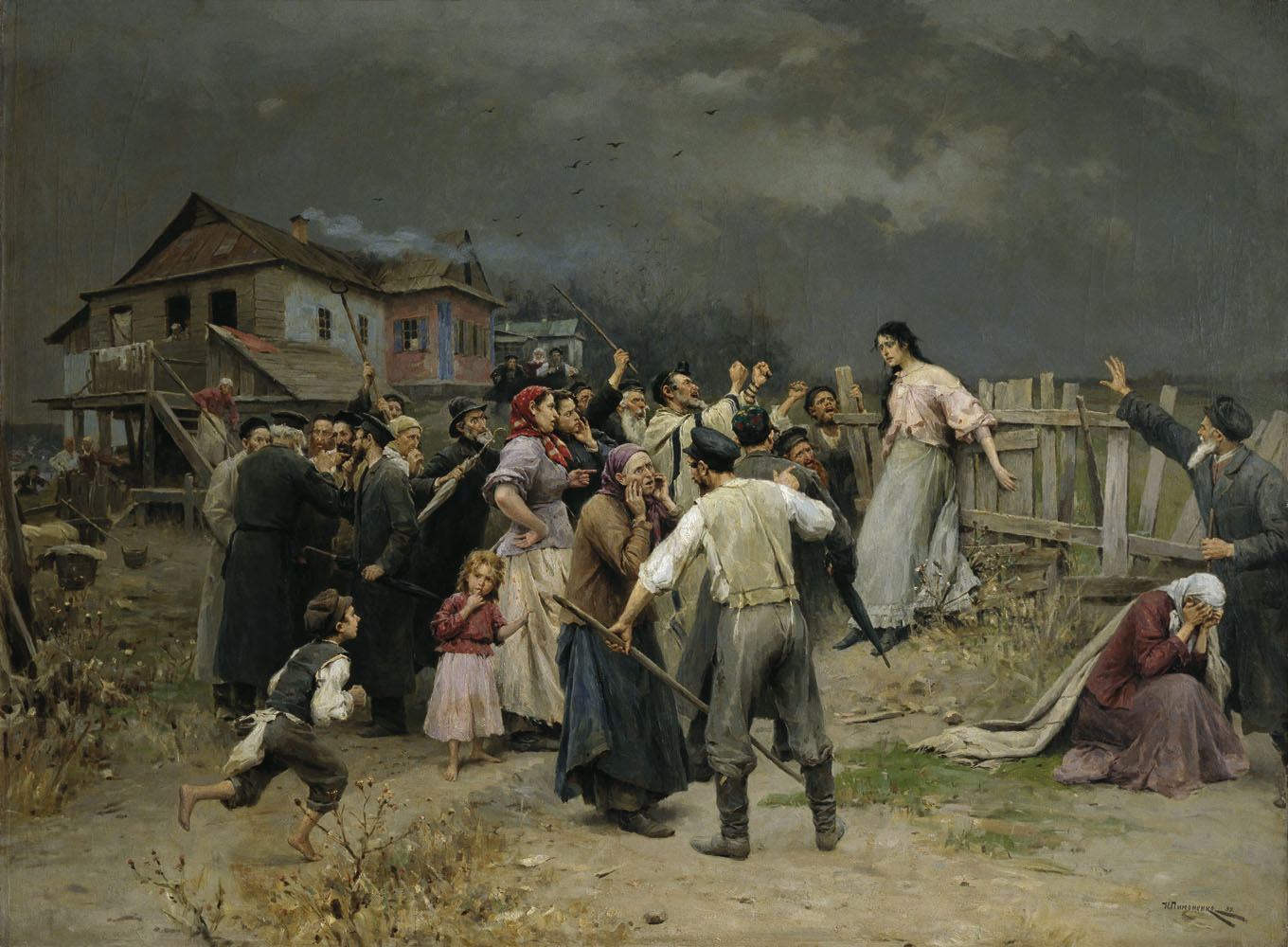
«Жертва фанатизма». Картина Николая Пимоненко

Между двумя крайними слоями — отвергавшей светское просвещение массой ортодоксов и полностью ассимилированными евреями (многие из которых переходили в христианство, что освобождало от всех правовых ограничений — в XIX веке 69,4 тыс. евреев перешли в православие, около 12 тыс.(преимущественно в Царстве Польском) перешли в католицизм и около 3 тыс. перешли в лютеранство) — промежуточное положение занимали так называемые маскилим, то есть сторонники Хаскалы (еврейского Просвещения). Еврейский поэт и писатель Лев Гордон резко обличал нетерпимость и косность раввинов и цадиков. В 1855—1860 годах появились газеты «Гамагид», «Гамелиц» и «Гакармель» на иврите. В начале 1860-х годов возникла и еврейская литература на русском языке. Периодические издания на русском языке («Рассвет», «Сион» и «День» в Одессе, новый «Рассвет», «Восход» и др. в Петербурге) отстаивали равноправие евреев. Позднее, в 1880-е годы началась литературная деятельность Шолом-Алейхема (С. Н. Рабиновича), наиболее известного еврейского писателя Российской империи.
Реформы этого периода дали толчок к разрушению патриархальной еврейской общины, началу интеграции части евреев в русское общество и созданию класса еврейской интеллигенции. При этом половинчатость реформ создала предпосылки для активизации антисемитских настроений в русском обществе, поскольку евреи воспринимались по-прежнему как неравноправная и беззащитная часть населения.

### 1881—1905
Реформы Александра II, следствием которых стали модернизация и индустриализация в России, обострили противоречия в российском обществе, одним из проявлений которых стал раскол мнений по отношению к евреям. В консервативных газетах, близких к правительственным кругам, развернулась мощная антисемитская кампания. Либеральная русская пресса, поддерживавшая реформы, выступала против антиеврейских гонений. Также в результате отмены крепостного права часть крестьян составила конкуренцию евреям в ремёслах и мелкой торговле. Это ухудшило положение еврейской бедноты, зато прослойка богатых евреев, скопивших первоначальный капитал в дореформенный период, смогла воспользоваться новыми возможностями и вложить средства в банковскую сферу, крупную оптовую торговлю и промышленность.

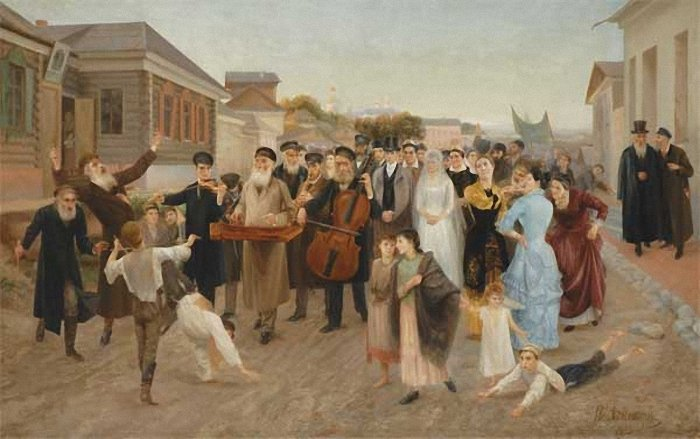
И. Л. Аскназий «Еврейская свадьба с клезмером», 1893

В марте 1881 года после убийства Александра II «патриотический» историк Дмитрий Иловайский одним из первых сформулировал идею об «инородческом» характере революционного движения в России, утверждая, что русские революционеры являются лишь слепым орудием в руках поляков и евреев.
После убийства Александра II народовольцами (среди которых было много евреев) 1 марта 1881 года, в 166 населённых пунктах Российской империи произошли еврейские погромы, тысячи еврейских домов были разрушены, много еврейских семей лишилось имущества, большое число мужчин, женщин и детей было ранено, а некоторые были убиты. Попустительская политика властей сочеталась с массовыми слухами о том, что существует правительственное указание бить евреев.
В то же время профессор факультета иудаизма и исследования евреев из Университетского колледжа Лондона Джон Клир в работе «Русские, евреи и погромы 1881—1882» пишет «современные исследования развеяли миф о том, что российские власти несут ответственность за подстрекательство, допущение и одобрение погромов» Однако другие исследователи отмечают, что правительство несёт ответственность за поощрение антисемитизма и создание такой обстановки, в которой массовые погромы стали возможны, а отдельные чиновники на местах приняли активное участие в провокациях и подстрекательстве. В определении понятия «погром» энциклопедии Британники применительно к еврейским погромам в России в XIX и начале XX века указывается, что эти погромы проходили с согласия либо при попустительстве властей. Историк и политолог Вальтер Лакер писал, что «особая жестокость погромов, бездействие центрального правительства и явно подстрекательства многих его местных представителей» вызвали бурные протесты в Западной Европе и США… Тем не менее, как указывает тот же автор, «на ранних этапах погромов в раздувании антиеврейских настроений сыграли определённую роль некоторые популистские круги, навязывавшие ошибочное предположение, что бунты против „еврейских паразитов“ могут со временем перейти в революционное движение, направленное против правительства, землевладельцев и капиталистов.» Историк Шмуэль Эттингер пишет, что власти были не заинтересованы в укрощении погромщиков, а сам факт быстрого распространения погромного движения свидетельствует о том, что оно было организовано свыше. Организаторами погромов на Украине был пущен слух, что царь Александр III разрешил «мстить жидам» за убийство его отца «еврейскими революционерами». Медлительная и уклончивая реакция властей на погромы укрепила слухи о том, что власти поощряют антиеврейские акции. Распространению этих слухов способствовали также «неравноправие еврейского населения, застарелый антисемитизм и недовольство православного городского населения экономической конкуренцией со стороны евреев». Краткая еврейская энциклопедия отмечает, что местные власти тесно сотрудничали с погромщиками, а в тех местах, где местные власти решительно выступили против погромов, их вообще не было
Клир писал также, что

 …поляки и евреи в восприятии российских чиновников выступали в неразрывной связи друг с другом, составляя объединённую антирусскую силу. Убеждённость в существовании этой связи переросла в концепцию евреев — составной части антиправительственного революционного движения…
Оценивая действия правительства Клир отмечал:

Юдофобские установки имперского правительства создали условия, стимулировавшие переход евреев в оппозицию — революционную или «буржуазную»… Антиеврейские погромы, омрачившие эпоху, рассматривались царём как проявление народной поддержки режима, что подвигло правительство на выражение, пусть символического, но одобрения действий правых элементов, использовавших антисемитизм в качестве идеологической платформы.
Беспорядки вызвали беспокойство и привлекли внимание правительства нового императора Александра III (1881—1894 гг.) к еврейскому вопросу. Русский историк Пётр Зайончковский отметил «зоологическую ненависть к евреям» Александра III. Он подчёркивал: «Император был противником какого-либо улучшения положения евреев, глубокомысленно полагая, „что если судьба их печальна, то она предначертана Евангелием“». Личный антисемитизм императора поддерживался его ближайшим окружением. В частности, обер-прокурор Святейшего Синода Константин Победоносцев стремился направить социальные протесты крестьян и рабочих в сторону евреев как «главных эксплуататоров народных масс».
Результатом описанного выше восприятия «еврейского вопроса» стало резкое ужесточение политики по отношению к евреям. В следующем году были приняты «Майские правила» («Временные правила» 3 мая 1882 года), которые разрабатывались под руководством нового министра внутренних дел графа Н. П. Игнатьева, а проводились впоследствии сменившим Игнатьева министром внутренних дел Д. А. Толстым. Разработанные Игнатьевым проекты критиковались не только либеральными министрами финансов (Бунге) и юстиции (Набоков), но и известным антисемитом министром государственных имуществ М. Н. Островским. Даже Победоносцев осуждал Игнатьева за покровительство юдофобской демагогии, привёдшей к еврейским погромам. В результате Игнатьевым были смягчены по отношению к евреям положения правил и был выработан компромиссный вариант.

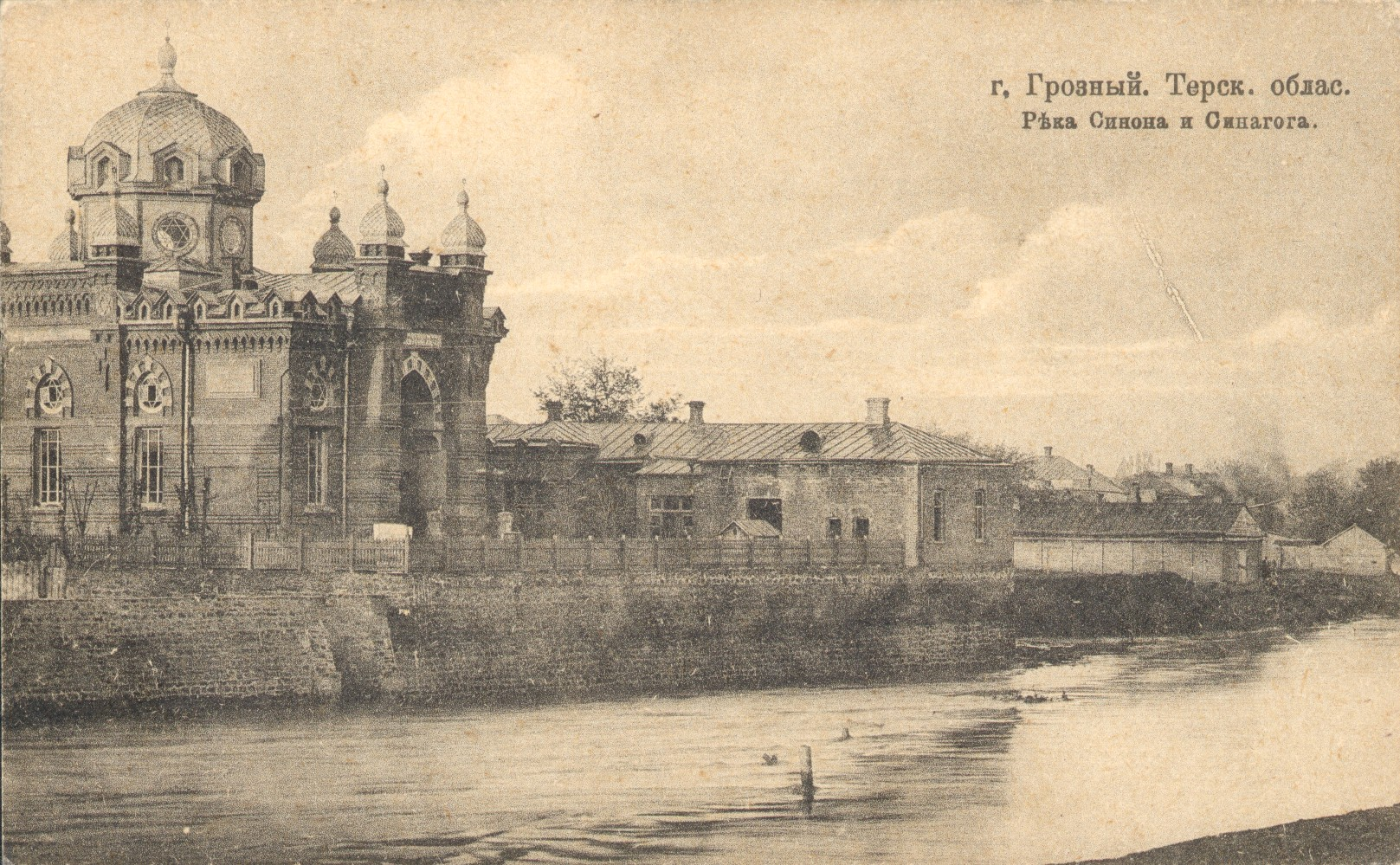
Синагога в Еврейской слободке Грозного

Согласно этим правилам, евреям запрещалось:
- Новое поселение в сельской местности.
- Приобретение недвижимости вне городов и местечек черты оседлости.
- Аренда земли.
- Торговля в воскресенье и в христианские праздники.

В дальнейшем эти ограничения менялись и дополнялись центральными властями. Так, в 1887 году евреям, жившим в деревнях, запретили переезжать из одной деревни в другую. Михаил Штереншис расценивает этот запрет как своеобразное «крепостное право для евреев». Временные правила были отменены только в 1917 году решением Временного правительства:330.
Ещё в 1880 году министр внутренних дел Маков своим циркуляром разрешил губернаторам «не прибегать к выселению в черте оседлости тех евреев, которые, хотя и не имеют права жительства в данной местности, но всё же осели там и успели вступить в промышленные предприятия, уничтожение которых должно разорить как самих евреев, так и христиан, находящихся с ними в деловых отношениях». Когда же после погромов 1881 года осуществлялись массовые высылки евреев из внутренних губерний, то новый министр внутренних дел Толстой циркуляром 1882 года напомнил о циркуляре 1880 года и потребовал, чтобы губернаторы ограничивались мерами только против нового незаконного водворения евреев. Но министр Дурново в начале 1893 года отменил вышеуказанные циркуляры 1880 и 1882 годов и предписал губернаторам выселить всех незаконно поселившихся евреев. Летом того же года циркуляр Дурново был одобрен императором.
В царствование Александра III также были изданы распоряжения о процентной норме для поступления евреев в гимназии и университеты (1887 год: высшие учебные заведения в черте оседлости могли принимать до 10 % студентов-евреев, вне черты оседлости — 5 %, в столицах — 3 %) и, после назначения в 1891 году великого князя Сергея Александровича Московским градоначальником, о выселении евреев-ремесленников, мелких купцов и николаевских солдат из Москвы. Всего в 1891—1892 годах из Москвы было выселено около 20 тыс. евреев:330.
Земская реформа 1890 года лишила евреев права участвовать в органах земского самоуправления. Новое Городовое положение от 11 июня 1892 г. совершенно устранило евреев от участия в выборах в органы городского самоуправления (в городах черты оседлости местные власти могли назначать из списка предложенных им еврейских кандидатов в гласные городской думы не более 10 % от общего числа гласных).
Созданная в 1864 году адвокатура первоначально была доступной для евреев, но в 1889 году министр юстиции Н. Манасеин провёл в качестве временной меры постановление, приостанавливавшее принятие в число присяжных поверенных «лиц нехристианских вероисповеданий… до издания особого закона». Хотя в этом документе говорилось обо всех «нехристианах», ограничения были направлены исключительно против евреев.
Также положение десятков тысяч семей евреев в черте оседлости было существенно осложнено введённой министром финансов России С. Витте винной монополией — исключительно государственной торговлей спиртным (1895—1898). С 1894 по 1898 год часть еврейских семей, проживавших в нужде, возросла примерно на четверть. Оценки точного числа евреев, лишённых средств к существованию вследствие данной меры, существенно разнятся — от 12 000 до 200 000, однако безотносительно значения данной цифры Марни Дэвис полагает, что данный запрет действительно явился существенным фактором в общем росте еврейской бедности в стране и сыграл свою определённую роль в провокации еврейской эмиграции в конце 19 в.
Шок от погромов, новая волна ограничений, а также разочарование в позиции российского общества обусловили начало активного включения евреев в революционную борьбу. По подсчётам Э. Хаберера (англ. E. Haberer) доля евреев, участвовавших в народническом движении, составляла всего лишь 4—5 % от общего числа революционеров в 1871—1873 годах (вывод сделан по проценту евреев, привлечённых к дознанию по политическим делам в этот период). К концу 1880-х годов доля евреев среди революционеров составляла уже 35—40 % — по словам Хаберера, евреи стали «критической массой в русском революционном движении» — правда, нужно заметить, что в абсолютных цифрах число активных революционеров в Российской империи вообще измерялось сотнями и реальной угрозы государству они представляли:330.
В то же время всё более популярными среди еврейской молодёжи становились социалистические идеи. В октябре 1897 г. на нелегальном съезде представителей еврейских рабочих групп был создан Бунд (Всеобщий еврейский рабочий союз в Белоруссии, Литве, Польше и России), вошедший в 1898 г. в состав РСДРП в качестве автономной организации, самостоятельно проводившей революционную работу среди еврейских рабочих.
Значительная часть новой еврейской интеллигенции отвергла идею ассимиляции и сблизилась со своим народом. Часть еврейской молодёжи была увлечена идеями нарождающегося сионизма. В 1881 г. в России стали создаваться кружки Ховевей Цион (палестинофилов); к концу года их уже насчитывалось около 30. Члены палестинофильского общества Билу положили начало первой алие в Палестину.

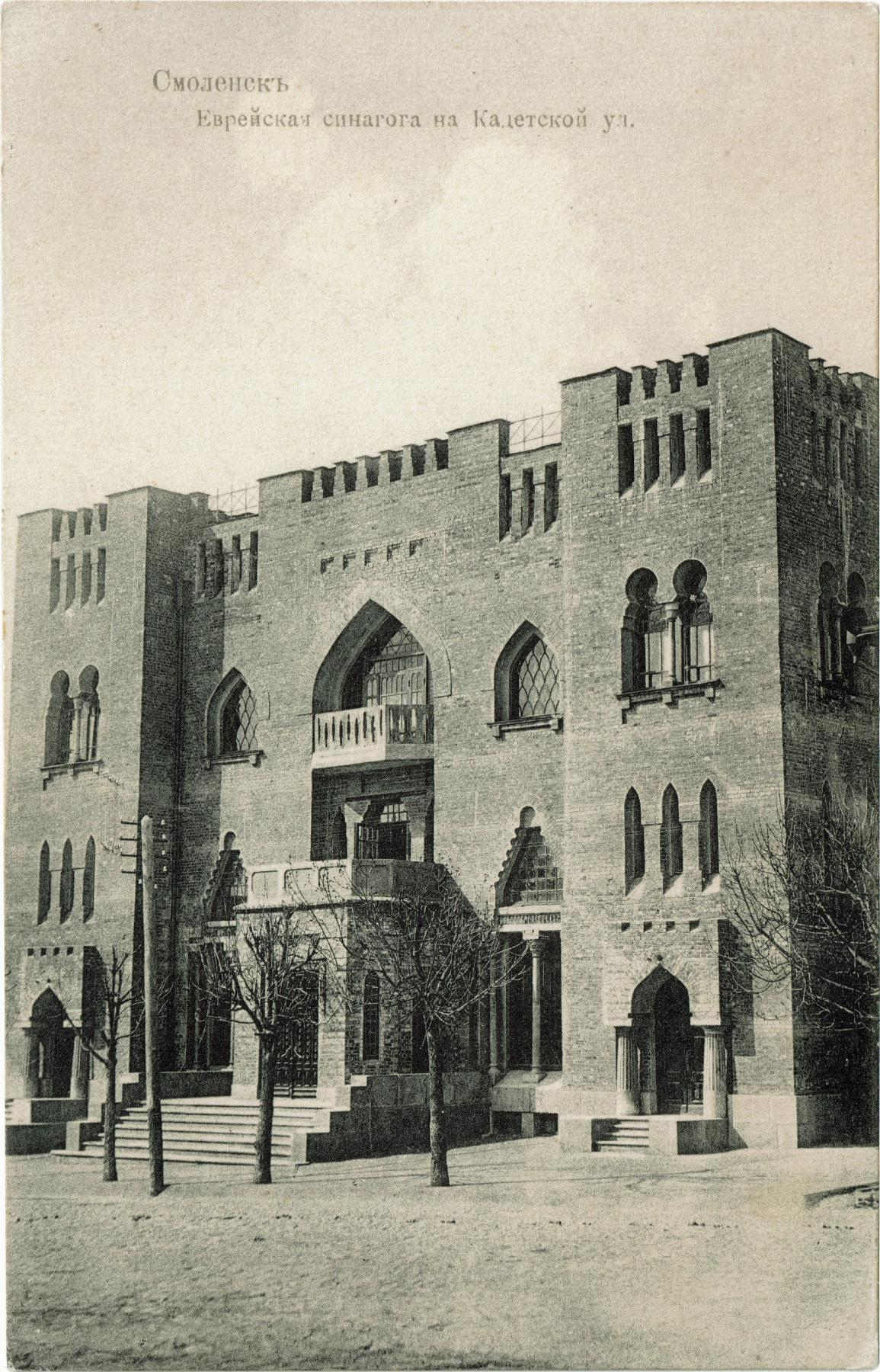
Синагога в Смоленске, 1900 год

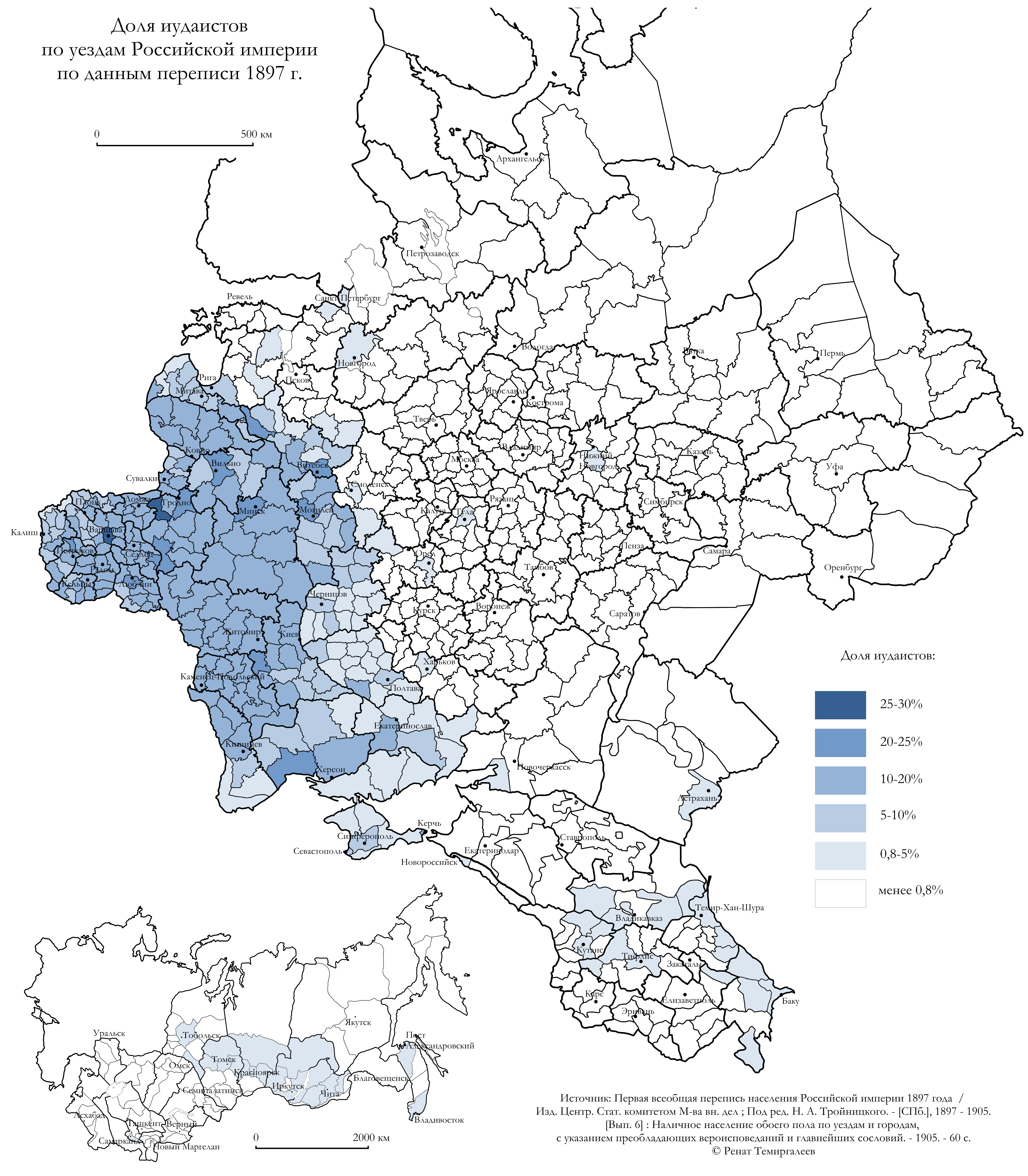
Доля иудеев по уездам и округам Российской империи по данным Первой всеобщей переписи населения 1897 года

По данным первой российской переписи населения, прошедшей в 1897 году, в Российской империи жили 5 110 548 лиц иудейского вероисповедания, из которых 3 578 229 проживали в пятнадцати губерниях черты оседлости, 1 321 100 — в Царстве Польском, и 202 000 — на остальной части Российской империи. Они составляли 4,03 % всего населения европейской России, 10,8 % населения пятнадцати губерний черты оседлости и 14,01 % населения Царства Польского. Но при этом евреи составляли около 50 % городского населения Литвы и Белоруссии и около 30 % городского населения Украины..
Таким образом, за период 1795—1897 гг. численность еврейского населения выросла с 750—800 тыс. до 5216 тыс. то есть примерно в 6.7 раз. «Таких темпов прироста — 1,9 % в год — не знала ни одна народность в России. Благодаря этому в XIX в. доля евреев в населении страны возросла с 2 до 4,15 %, несмотря даже на то, что к России были присоединены Закавказье, Казахстан и Средняя Азия. В конце XVIII в. евреи были девятым по численности народом России (после русских, украинцев, белорусов, поляков, литовцев, латышей, татар и
финнов), а в начале XX в. — пятым, опередив финнов, литовцев, латышей и татар… К концу XIX в. средняя продолжительность предстоящей жизни у новорождённого еврея равнялась 39.0 лет, башкира — 37.3 года, а у русского — 28.7»
Евреи ассимилировались медленно: к 1897 году из лиц иудейского вероисповедания только 1,4 % признали русский язык родным, для 97,9 % родным был идиш.. В 1897 г. русским языком в той или иной степени владели только 24,6 % лиц иудейского вероисповедания. Распределение лиц иудейского вероисповедания по роду занятий по данным переписи было следующим: 43,6 % — мелкие ремесленники, 14,4 % — портные и швеи, 6,6 % — плотники, 3,1 % — слесари, остальные занимались торговлей и другими формами обслуживания или не имели определённых занятий.

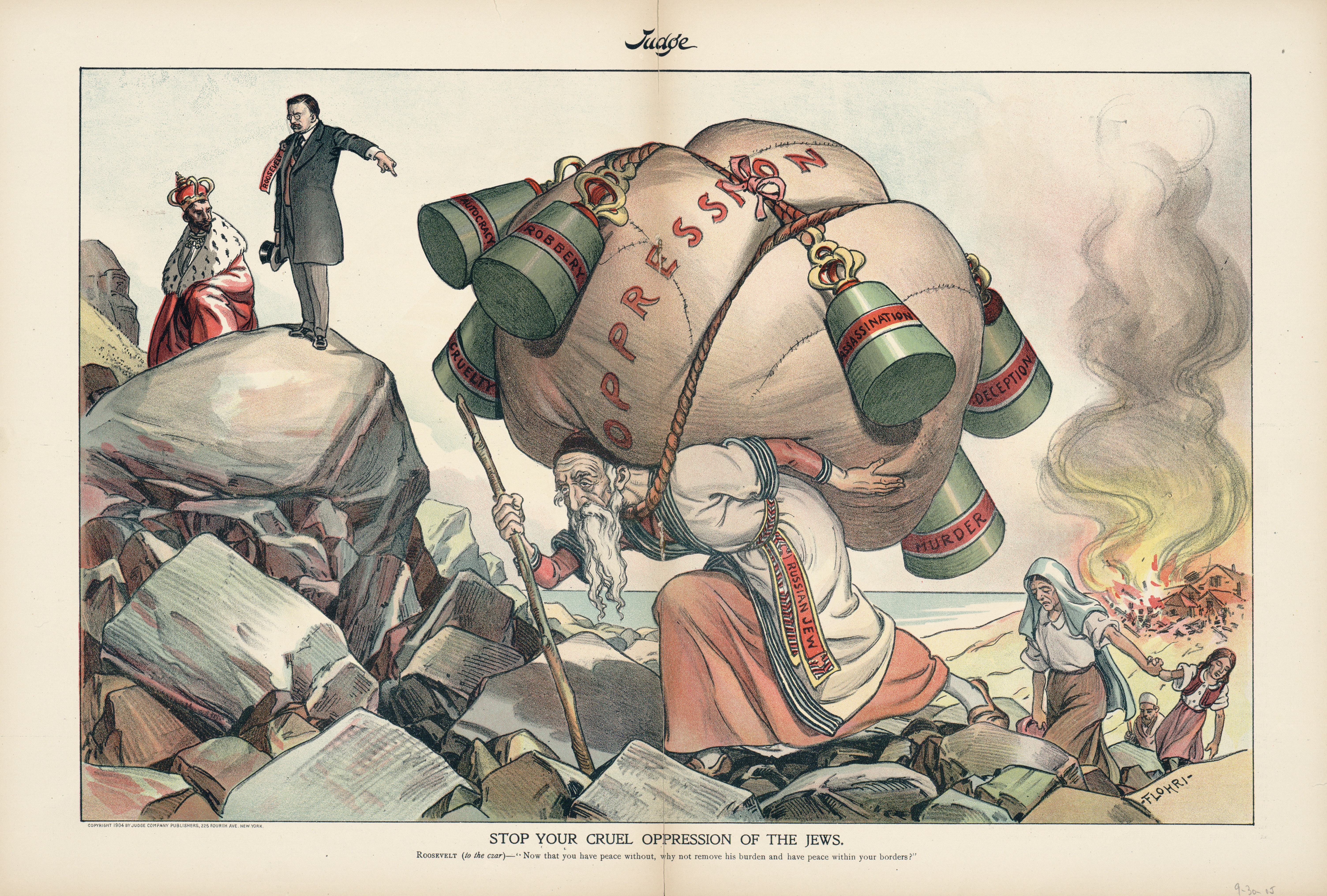
Плакат 1904 г. «Русский царь — прекрати жестоко подавлять евреев!»

В апреле 1903 г. произошёл погром в Кишинёве, во время которого было убито 49 человек. Он вызвал волну негодования против правительства России как среди российской интеллигенции, так и за рубежом.
10 мая 1903 года императором Николаем II было утверждено разработанное Комитетом министров Положение, разрешавшее евреям проживать в 101 селении в черте оседлости, которые фактически стали местечками; в конце того же года, по предложению министра внутренних дел Плеве, список поселений был расширен. Однако евреям было запрещено приобретать недвижимость в сельской местности. 29 августа — 1 сентября 1903 г. произошёл погром в Гомеле, в ходе которого впервые активно действовала еврейская самооборона.
В январе 1904 г. началась русско-японская война. Около тридцати тысяч евреев участвовали в боях; многие из них были награждены за боевые заслуги. И. Трумпельдор и некто Столберг после окончания войны были произведены в офицеры. 11 августа 1904 г., в связи с рождением наследника престола Алексея, право повсеместного жительства в империи получили иудеи — коммерции советники и мануфактур-советники, «беспорочно прослужившие» участники русско-японской войны и члены их семей. В сельской местности черты оседлости было разрешено проживать купцам 1-й гильдии и некоторым категориям ремесленников. Жёны и дети евреев с высшим образованием получили право повсеместного жительства отдельно от главы семьи и приобретения недвижимости всюду, где евреям это дозволено.

#### Начало массовой эмиграции евреев

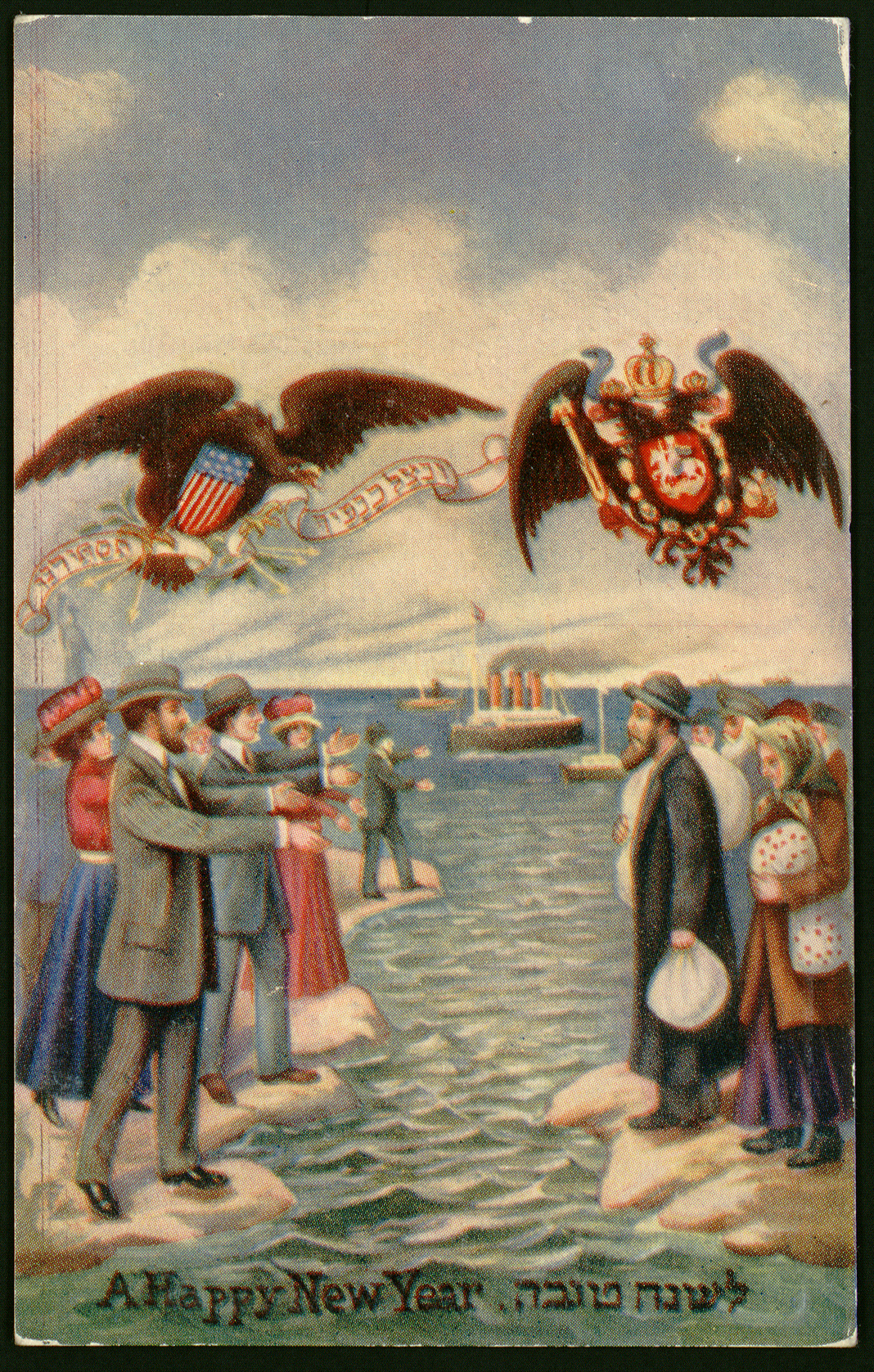
Открытка на Рош Ха-Шана начала 1900-х годов, изображающая эмиграцию российских евреев в США

В 1881—1914 гг. вследствие погромов, прокатившихся по черте оседлости, антисемитизма, антиеврейской политики автократического политического режима Российской империи, ограничений в гражданских правах и свободах, разрушения традиционного социоэкономического уклада индустриальным капитализмом, ухудшения экономического положения и роста бедности среди евреев, страну покинули 1 млн. 980 тыс. евреев. 78,6 % евреев, покинувших Российскую империю в этот период (1 млн. 557 тыс. человек), прибыли в США, лишь немногие ехали в Палестину, Аргентину и другие страны. Эттингер пишет, что «широкая еврейская эмиграция началась с бегства от ужасов погромов». Пик эмиграционных настроений пришёлся на март — апрель 1882. Заметно повлиял на масштаб эмиграции погром в Балте. Дубнов в «Краткой истории евреев» указывает, что «ухудшение экономического положения евреев вызвало среди них усиленную эмиграцию из России», а Краткая еврейская энциклопедия указывает, что эмиграция началась в результате погромов. Демограф Сергей Максудов пишет, что «погромы вызвали мощный поток беглецов, в десятки раз превышавший эмиграцию других народов. Если в 1830—1870-е годы в США прибывали ежегодно сотни или тысячи русских евреев, то после погромов 1881 года счёт пошёл на десятки тысяч, а в 1905—1906 дошёл до сотни тысяч». Сходные тезисы высказывает Виктория Журавлёва в статье, посвящённой еврейской эмиграции в США: импульсом для эмиграции были погромы начала 1880-х, а принятые правительством «Временные правила о евреях», согласно высказыванию госсекретаря Егора Перетца, оставляли только один выход: «выселиться из России». «Так началось бегство обезумевших от страха людей в поисках уголка на земле, где бы их не били и не притесняли за веру», — пишет Журавлёва. Американский историк Бенджамин Натанс пишет, что дискриминация ставила евреев перед выбором между эмиграцией или участием в революционном движении.
Эмиграция также стимулировалась властями: на суде над участниками еврейского погрома прокурор Киева сказал о еврейской «эксплуатации» края; на замечание о чудовищной скученности еврейского населения в черте оседлости, он заявил: «Если для евреев закрыта восточная граница, то ведь для них открыта западная граница; почему же они ею не воспользуются?» Повторил это в интервью еврейскому журналу «Рассвет» и министр внутренних дел Н. Игнатьев: «Западная граница для евреев открыта. Евреи уже широко воспользовались этим правом, и переселение их не было ничем стеснено. Что касается до возбуждаемого вами вопроса о переселении евреев империи, то правительство будет, конечно, избегать всего, что может ещё усложнить отношения евреев к коренному населению. А посему, сохраняя ненарушимою черту оседлости евреев, я уже предложил еврейскому комитету (при министерстве) указать на те местности, мало населённые и нуждающиеся в колонизации, в коих можно допустить водворение еврейского элемента… без вреда для коренного населения».

### 1905—1917

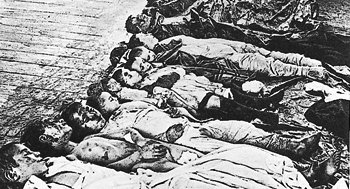
Еврейские дети, жертвы погрома в Екатеринославе в 1905 году

В начале XX века социальная структура российских евреев была следующей: 15 % евреев были пролетариями; 10 % — служащими; 2,2 % еврейского населения — крестьянами; 1 % евреев состоял на военной службе; коммерческой деятельностью занималось 35 % евреев. В эти годы много евреев вступило в ряды двух основных революционных партий России: партии эсеров и РСДРП. Значительное число членов большевистской фракции РСДРП были евреями, а процент евреев среди соперничавших с большевиками меньшевиков был даже выше. Оба основателя и лидера фракции меньшевиков — Юлий Мартов и Павел Аксельрод — были евреями.
Во время революции 1905—1907 годов в губерниях черты оседлости евреи были активными участниками революционных событий. После опубликования манифеста от 17 октября начались антиеврейские погромы, охватившие 660 населённых пунктов и продолжавшиеся до 29 октября, было убито более 800 евреев.
От губерний черты оседлости в 1-ю Государственную думу было избрано 11 депутатов-евреев; М. Винавер был избран от Петербурга. Депутаты-евреи образовали постоянное совещание «для достижения полноправия еврейского народа в России». Во 2-ю Государственную думу было избрано четыре депутата-еврея: трое — от губерний черты оседлости, член РСДРП В. Мандельберг — от Иркутска. В 3-ю Думу прошли только два депутата-еврея: Л. Нисселович от Курляндской губернии и Н. Фридман от Ковенской. В 4-ю Государственную думу было избрано три депутата-еврея: Н. Фридман от Ковенской губернии, Э. Гуревич от Курляндской губернии и М. Бомаш от Лодзи.
27 августа 1905 году правительство предоставило университетам автономию. В результате высшие учебные заведения стали принимать евреев не считаясь с процентной нормой и министерство народного просвещения не настаивало на её жёстком соблюдении. Но в 1908 году Совет министров принял постановление о введении во всех государственных высших учебных заведениях, «за исключением консерватории», процентной нормы для евреев и был запрещён полностью приём евреев в ряд высших учебных заведений (Электротехнический институт и Институт инженеров путей сообщения в Петербурге, Сельскохозяйственный институт в Москве, Домбровское горное училище (в Царстве Польском), театральные училища в Москве и Петербурге).
22 августа Совет министров установил повышенную процентную норму для евреев в гимназиях и реальных училищах: число евреев в них не должно было превышать в черте оседлости 15 %, во внутренних губерниях — 10 %, в Москве и Петербурге — 5 %. Но эта норма была распространена и на частные гимназии. В 1911 г. процентная норма была впервые введена для тех, кто сдавал экзамены за гимназический курс экстерном (как делали многие евреи). В 1912 года Сенат запретил назначать евреев помощниками присяжных поверенных.
В 1910 году П. Столыпин издал циркуляр, запрещавший национальные культурно-просветительские общества, которые, по его мнению, способствовали росту «узкого национально-политического самосознания». На основании этого циркуляра в 1911 г. было закрыто Еврейское литературное общество, насчитывавшее 120 отделений.
В начале XX века в российском законодательстве произошло важное изменение: если до этого дискриминационные нормы касались лишь лиц иудейского вероисповедания, то с этого времени и крещёные евреи подвергались ограничениям. В частности закон, принятый в 1912 году, установил запрет на производство в офицерское звание крещёных евреев, их детей и внуков. Таким образом еврейство стало определяться по этническому признаку. Крещёных евреев и их детей перестали принимать в Военно-медицинскую академию. В изданных в 1912 г. дополнениях к «Правилам о приёме в кадетские корпуса», запрещалось зачислять в них детей еврейского происхождения, даже если крестились их отцы или деды.
В 1911 году в ритуальном убийстве 12-летнего А. Ющинского в Киеве был обвинён служащий сахарного завода М. Бейлис. Дело Бейлиса вызвало возмущение во всём мире. В 1913 году присяжные оправдали Бейлиса.
Сотни тысяч евреев-солдат служили в российской армии во время Первой мировой войны: в 1914 году в армии насчитывалось четыреста тысяч евреев, к концу 1916 году их число возросло до пятисот тысяч. Среди офицеров некрещёных евреев не было. Во время Первой мировой войны евреев часто обвиняли в сочувствии к Германии.
В оккупированной российскими войсками Галиции командование в приказах, расклеенных на улицах галицийских городов сообщало о «явно враждебном отношении евреев» к русской армии. Издевательства над евреями, избиения, и даже погромы, стали в Галиции обычным явлением. Во Львове и в других местах оккупационные власти брали евреев в качестве заложников. После того, как в мае 1915 году австро-венгерские и немецкие войска начали наступление в Галиции, российское военное командование выслало оттуда всех евреев — их вывозили в товарных вагонах под конвоем.

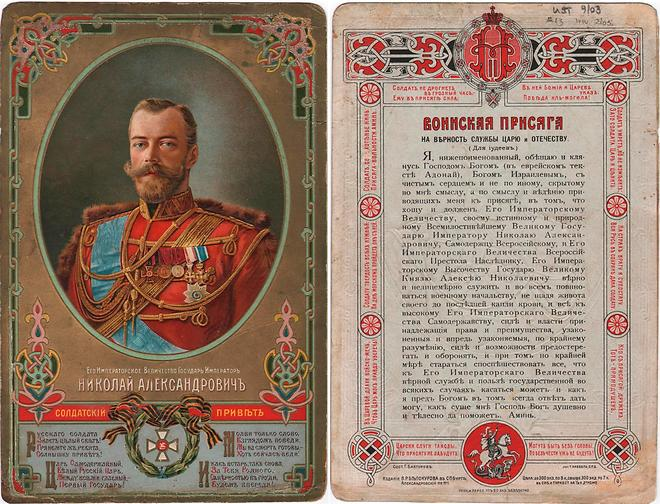
Воинская присяга на верность службы Царю и Отечеству для иудеев

С началом Первой мировой войны русское военное командование по инициативе начальника штаба Верховного главнокомандования, генерала Янушкевича стало осуществлять ряд антиеврейских мероприятий. В 1914—1916 годах с территории Польши, Литвы и Белоруссии во внутренние губернии России было выселено 250—350 тыс. евреев. В качестве причины выдвигалась якобы поголовная нелояльность евреев. На сборы им давалось всего лишь 24 часа, а оставшееся имущество было разграблено христианскими соседями.
Евреев бездоказательно обвиняли в измене и шпионаже. Это приводило к частым издевательствам над евреями, к их избиениям; многие евреи были убиты солдатами или казнены по приговорам военно-полевых судов. Доктор исторических наук Олег Будницкий пишет, что хотя «командование русской армии несло полную ответственность за антисемитскую политику, проводившуюся с начала войны», тем не менее очевидно, что «антисемитизм был глубоко укоренён в народных массах».
Российские военные власти стали брать евреев в заложники и на территории самой Российской империи. Безосновательно заявив, что в местечке Кужи около Шавлей российские войска подверглись внезапному нападению немцев и понесли большие потери из-за того, что «в подвалах евреями были спрятаны немецкие солдаты», верховный главнокомандующий великий князь Николай Николаевич и его начальник штаба Н. Янушкевич приказали выслать всё еврейское население из большей части Курляндской (28 апреля 1915 г.) и Ковенской (5 мая 1915 г.) губерний. В приказе также говорилось, что «… в отношении евреев, проживающих в ныне занятых германскими властями местностях, надлежит проводить указанную меру [выселение] немедленно вслед за занятием их нашими войсками». В Ковенской губернии выселение было поголовным, включая больных, раненых солдат, семьи фронтовиков. На сборы давалось 48 часов, иногда не разрешали брать самые необходимые вещи, высланные часто подвергались издевательствам, их иногда перевозили в товарных вагонах с надписью «шпионы». По утверждению князя Щербатова, «евреи изгонялись поголовно, без различия пола и возраста. В общую массу включались и больные, и увечные, и даже беременные женщины». Всё это вызвало волну возмущения в России и за границей. Военное командование было вынуждено отдать приказ о приостановке выселений (10—11 мая 1915 г.).
Впрочем, меры, проведённые правительством, дали евреям свободу проживания, де-факто отменив черту оседлости. К концу 1916 года насчитывалось около 350 тыс. беженцев-евреев. Сотни тысяч евреев бежали или были высланы из Польши, Западной Белоруссии, Литвы и Западной Украины и распределились во внутренних губерниях Российской империи. 15 августа 1915 года был издан циркуляр, разрешавший евреям «жить в городских поселениях, за исключением столиц и местностей, находящихся в ведении министерств Императорского Двора и Военного»; таким образом, запрет на проживание евреев сохранился лишь в Москве, Петрограде, областях Донского, Кубанского и Терского казачьих войск, а также на курортах, где отдыхала царская семья. 10 августа 1915 года было опубликовано постановление Совета министров, разрешавшее евреям — участникам войны и их детям поступать в средние и высшие учебные заведения «вне конкурса и не считаясь с существующими ограничениями». В декабре 1915 года Совет министров одобрил заключение Особого совещания при министерстве юстиции о возможности зачисления евреев в присяжные поверенные на основании процентной нормы.
Вместе с евреями из границ черты оседлости вышли и погромы — 7 мая 1916 года произошёл погром в Красноярске.
Характеризуя положение евреев в России периода Первой мировой войны, Юрий Андреевич Живаго, герой романа «Доктор Живаго» писателя, лауреата Нобелевской премии по литературе Бориса Пастернака отмечал: «Какую чашу страданий испило в эту войну несчастное еврейское население. Её ведут как раз в черте его вынужденной оседлости. И за изведанное, и за перенесённые страдания, поборы и разорение ему ещё вдобавок платят погромами, издевательствами и обвинением в том, что у этих людей недостаточно патриотизма. А откуда быть ему, когда у врага они пользуются всеми правами, а у нас подвергаются одним гонениям. Противоречива сама ненависть к ним, её основа. Раздражает как раз то, что должно было бы трогать и располагать. Их бедность и скученность, их слабость и неспособность отражать удары. Непонятно. Тут что-то роковое».

### 1917—1922

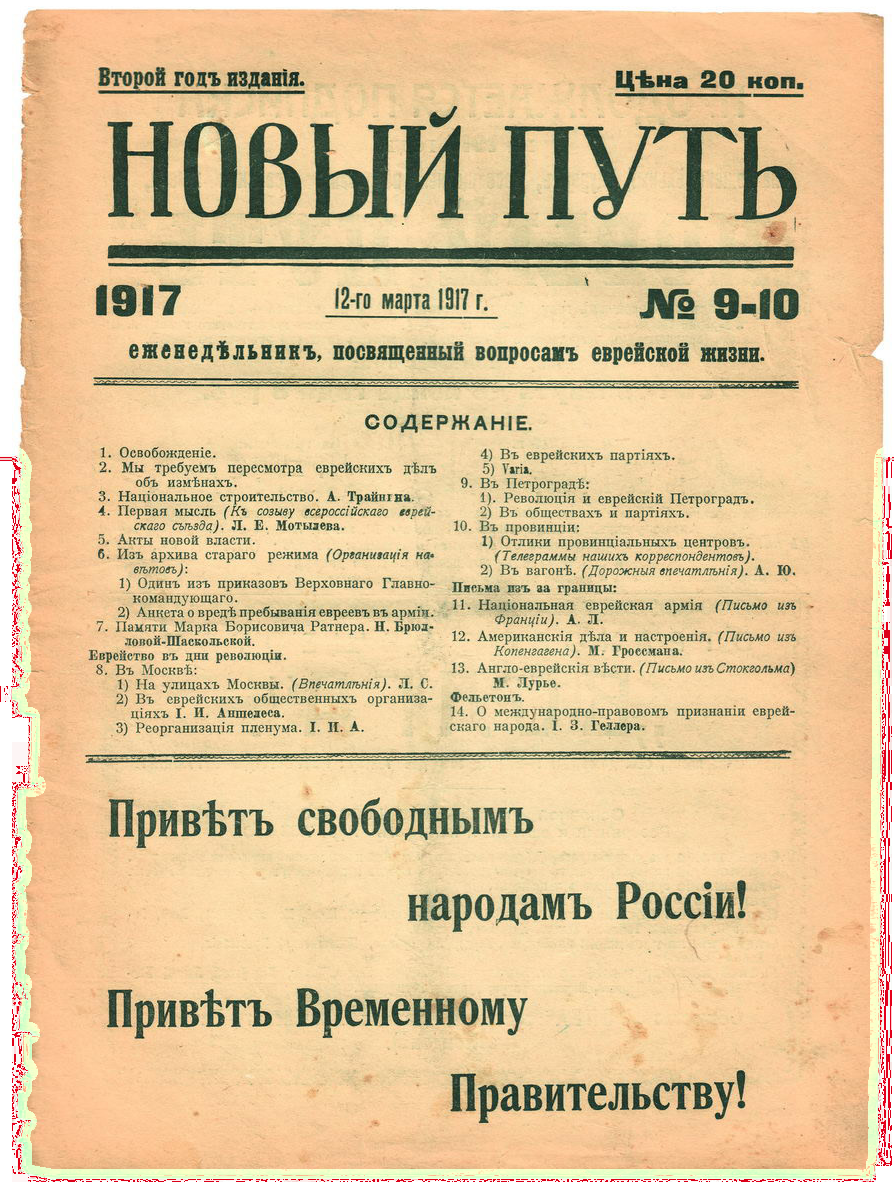
Первая страница газеты «Новый путь»

Февральская революция коренным образом изменила положение российских евреев. Уже 3 марта 1917 г. в декларации председателя Государственной думы М. Родзянко и министра-председателя Временного правительства князя Г. Львова было сказано, что одной из главных целей Временного правительства является «отмена всех сословных, вероисповедных и национальных ограничений». 20 марта Временное правительство приняло постановление, которым отменялись все «ограничения в правах российских граждан, обусловленные принадлежностью к тому или иному вероисповеданию, вероучению или национальности».
В 1917 году евреи впервые в истории России заняли высокие посты в центральной и местной администрации. Так, кадет С. Лурье стал товарищем министра торговли и промышленности, меньшевики С. Шварц и А. Гинзбург-Наумов — товарищами министра труда, эсер П. Рутенберг — помощником заместителя министра-председателя, А. Гальперн — управляющим делами Совета министров. Сенаторами стали адвокаты-евреи М. Винавер, О. Грузенберг, И. Гуревич и Г. Блюменфельд. Г. Шрейдер стал городским головой в Петрограде, эсер О. Минор возглавил городскую думу в Москве, член центрального комитета Бунда А. Вайнштейн (Рахмиэль) — в Минске, меньшевик И. Полонский — в Екатеринославе, бундовец Д. Чертков — в Саратове.
Евреи также принимали активное участие в работе Советов рабочих и солдатских депутатов. В Петроградском Совете рабочих и солдатских депутатов работали меньшевики Ф. Дан, М. Либер, Л. Мартов, Р. Абрамович, эсер А. Гоц. I Всероссийский съезд Советов рабочих и солдатских депутатов избрал А. Гоца председателем Всероссийского центрального исполнительного комитета (ВЦИК). В сентябре 1917 г. председателем Петроградского Совета стал Л. Троцкий. В провинциальных советах, особенно в бывшей черте оседлости, участие евреев, которые представляли как еврейские, так и общероссийские партии, было ещё более заметным.
9 мая 1917 г. было опубликовано постановление военного министерства и Генерального штаба об отмене всех сословных, вероисповедных и национальных ограничений при поступлении в военно-учебные заведения и о производстве солдат-евреев в офицеры на общих основаниях. Многие евреи поступили в юнкерские училища и школы прапорщиков. Так, уже в начале июня 1917 г. в Константиновском военном училище (Киев) был произведён в офицеры 131 еврей, окончивший в ускоренном порядке курс училища; в Одессе летом 1917 г. офицерские звания получили 160 евреев-юнкеров. В ударном юнкерском батальоне, посланном на фронт в конце июня 1917 г., было 25 евреев (из 140 человек личного состава).
После Февральской революции активизировалась деятельность еврейских национальных политических организаций. Самой влиятельной политической силой в еврейской среде стало сионистское движение. В марте 1917 года сионисты восстановили в Москве центральное бюро всероссийского отделения Еврейского национального фонда, которое возглавил И. Членов. Были созданы сотни местных сионистских организаций. Если в 1915 г. в стране насчитывалось не более 18 тыс. активных сионистов, то к маю 1917 года их число увеличилось до 140 тыс. В апреле 1917 года религиозные сионисты образовали в Москве партию Масорет ве-херут, руководителем которой стал М. Нурок. Активизировалась также деятельность Бунда, на всероссийской конференции которого 14-19 апреля 1917 года было вновь выдвинуто требование национально-культурной автономии для еврейства в России. К концу 1917 года в стране действовали почти 400 секций Бунда, объединявших около 40 тыс. человек. В июне 1917 года Сионистская социалистическая рабочая партия и Социалистическая еврейская рабочая партия образовали Объединённую еврейскую социалистическую рабочую партию (Фарейникте), которая выдвинула лозунг «национально-персональной» автономии российских евреев. В Петрограде была восстановлена Еврейская народная группа во главе с М. Винавером. В Петрограде действовала группировка религиозных ортодоксов Нецах Исраэль, в Киеве и в ряде других мест — отделения партии Агуддат Исраэль.
На состоявшихся во второй половине 1917 г. выборах в руководящие советы реорганизованных еврейских общин 29 городов России сионисты получили 446 мест (в том числе По‘алей Цион — 44), ортодоксы — 139, Бунд — 124, Фарейникте — 78.
В 1917 году также наблюдался расцвет еврейских культурно-просветительских, здравоохранительных и спортивных организаций, еврейской печати. Сионистское общество Тарбут создало около 250 учебных заведений (детских садов, начальных и средних школ, педагогических училищ), где преподавание велось на иврите. Учреждённая идишистами Култур-лиге открывала учебные заведения, где преподавание велось на идиш. В Москве начал работать театр «Хабима» — первый в мире профессиональный театр на иврите. Продолжало свою работу и Общество для распространения просвещения между евреями в России; в мае 1917 года в Москве под председательством Х. Н. Бялика прошёл съезд Агуддат ховевей сфат эвер. Только на русском языке в 1917 года выходило свыше 50 еврейских периодических изданий, а на идиш одни лишь сионисты выпускали 39 газет, листков и бюллетеней.
Все еврейские партии, за исключением По‘алей Цион, осудили большевистский переворот в октябре 1917 года. Многие евреи, проходившие в это время военное обучение в юнкерских училищах и школах прапорщиков, приняли участие в борьбе с большевиками. Петроградские газеты писали, что во время антибольшевистского восстания юнкеров 29—30 октября 1917 года погибло около 50 юнкеров-евреев. Только на еврейском Преображенском кладбище было похоронено 35 участников этого восстания.
На состоявшихся в ноябре 1917 года выборах в Учредительное собрание большинство еврейских партий образовало единый национальный список, по которому было избрано семь депутатов — шесть сионистов (Ю. Бруцкус от Минской губернии, Я. Мазе от Могилёвской губернии, А. Гольдштейн от Подольской губернии, В. Тёмкин от Херсонской губернии, Н. Сыркин от Киевской губернии, Я. Бернштейн-Коган от Бессарабии) и один беспартийный (О. Грузенберг, во многом разделявший в это время идеи сионизма, от Херсонской губернии).
В декабре 1917 года еврейская буржуазия Ростова-на-Дону собрала 800 тыс. рублей для организации казачьих отрядов, которые должны были бороться с советской властью. Эта сумма была передана атаману А. М. Каледину общественным деятелем А. Альпериным, заявившим: «Лучше спасти Россию с казаками, чем погубить её с большевиками». Несколько евреев-офицеров и юнкеров явилось в Новочеркасск к генералу М. В. Алексееву в самом начале формирования Добровольческой армии. Сохранились упоминания о евреях-первопоходниках. Имелись сведения об отдельных случаях службы офицеров-евреев даже в «цветных» частях Добровольческой армии. Ординарцем популярного генерала Н. С. Тимановского, был еврей Френкель, вынесший своего раненого генерала с поля боя. Однако в целом число евреев служивших в Добровольческой армии было ничтожно.
В первый состав советского правительства — Совета народных комиссаров, сформированного 26 октября 1917 г., вошёл один еврей, Л. Троцкий (нарком по иностранным делам). Затем наркомом юстиции стал левый эсер еврейского происхождения И. Штейнберг. В 1918 г. Л. Троцкий стал наркомом по военным и морским делам, а ещё один еврей, Исидор Гуковский, стал наркомом финансов. Но в составе руководства большевистской партии евреев было немало. Так, на 6-м съезде (6 июля — 3 августа 1917 г. в Петрограде) в состав ЦК РСДРП(б) из 21 человека было избрано шесть евреев: Г. Зиновьев, Л. Каменев, Л. Троцкий, Я. Свердлов, М. Урицкий, Г. Сокольников, в состав ЦК; на 7-м съезде (6—8 марта 1918 г.) в состав ЦК из 16 членов вошли 5 евреев: Л. Троцкий, Я. Свердлов, Г. Зиновьев, М. Лашевич (1884—1928), Г. Сокольников; из избранных на 8-м съезде (март 1919 г.) 19 членов ЦК было 4 еврея: Г. Зиновьев, Б. Каменев, Л. Троцкий, К. Радек; из избранных на 9-м съезде (29 марта — 5 апреля 1920 г.) 19 членов ЦК также было 4 еврея: Г. Зиновьев, Б. Каменев, Л. Троцкий, К. Радек.
20 января 1918 г. был образован Еврейский комиссариат во главе с С. Диманштейном в составе Народного комиссариата по делам национальностей (Наркомнац). В течение 1918 г. было открыто 13 местных еврейских комиссариатов.
30 июня — 4 июля 1918 г. в Москве проходил 1-й Съезд еврейских общин, избранных в 1917 г. — начале 1918 г. Помимо делегатов от общин в работе съезда принимали участие представители политических партий, за исключением Бунда и Объединённой еврейской социалистической рабочей партии, которые бойкотировали съезд. Съезд избрал руководящий орган — Центральное бюро еврейских общин, которому было поручено координировать работу еврейских учреждений и создать предпосылки для еврейской национальной автономии. Однако в июне 1919 г. еврейский комиссариат издал декрет о ликвидации Центрального бюро и закрытии общин на местах с передачей всех общинных средств и имущества местным еврейским комиссариатам.
1 октября 1918 г. состоялись выборы в руководство московской еврейской общины. К голосованию допускались только евреи иудейского вероисповедания: «Избирательными правами пользуется всякий, кто заявил свою принадлежность к еврейской нации, крещёные евреи, перешедшие из других конфессией, не имеют права голосовать». Выборы были проведены на демократической основе и привлекли к участию основные слои еврейского населения города. В бюллетени для голосования были указаны следующие кандидаты: список № 1 — консервативная еврейская партия. В списке № 2 была представлена Социалистическая рабочая еврейская партия. Под № 3 в выборах участвовала Еврейская демократическая партия. В списке № 4 была представлена религиозная Сионистская партия. В списке № 5 была представлена партия «Бунд». В списке № 7 Еврейская социал-демократическая рабочая партия «Поалей-Цион» (данные о списке № 6 в архивах отсутствуют). В первый Совет общины вошли 45 человек, из числа которых был выбран общий президиум. Председателем общины стал раввин Мазе. Вскоре община была запрещена.
В июле 1918 г. в Орле была организована первая Евсекция при местном отделении РКП(б), затем такие евсекции стали организовываться по всей стране. Летом 1918 г. еврейские коммунисты при поддержке властей начали кампанию против иудаизма. В декрете Еврейского комиссариата 19 августа 1918 г. провозглашалось, что в еврейских школах языком обучения должен быть идиш, преподавание иврита было резко сокращено, подчёркивалось, что «религия должна быть полностью исключена из еврейских народных школ».
На Украине члены Бунда и Объединённой еврейской социалистической рабочей партии в мае 1919 г. отдельный еврейский Коммунистический союз (Комфарбанд). Руководство этой партии в начале июня представило в Народный комиссариат внутренних дел Украины меморандум, в котором потребовало ликвидировать все еврейские «буржуазные» партии и организации как представляющие опасность для советской власти.
В сентябре 1919 г. ВЧК произвела обыск в помещении Центрального комитета сионистской партии в Петрограде и арестовала ряд её руководителей сионистского движения в России, которые, правда, через несколько недель были освобождены. Были закрыты сионистские издания «Рассвет» и «Хроника еврейской жизни».
В 1918—1919 гг. были закрыты Петроградский комитет Общества для распространения просвещения между евреями в России, Еврейское колонизационное общество (ЕКО), Еврейское литературно-художественное общество имени Леона Переца, Еврейский комитет помощи жертвам погрома в Киеве.
В декабре 1920 г. Центральный Еврейский отдел Наркомпроса принял решение о начале кампании против хедеров и иешив. В декрете говорилось: «… дети должны быть освобождены из ужасной тюрьмы, от полной умственной деградации и физического вырождения». В бывшей черте оседлости создавались комитеты еврейских коммунистов для ликвидации хедеров; было организовано несколько публичных показательных процессов над иудаизмом и религиозным обучением.
Годы Первой мировой войны, Февральская и Октябрьские революции, Гражданская война стали плодородной почвой для антисемитизма. В сентябре 1917 года уходившие с фронта солдаты грабили еврейское имущество, однако эти погромы (наибольшее число их произошло в Киевской, Волынской и Подольской губерниях), как правило, не сопровождались убийствами.
На Украине 9 января 1918 г. Центральной радой был утверждён закон о национально-персональной автономии, составленный еврейской комиссией под руководством М. Зильберфарба. Этот закон признавал за всеми неукраинскими национальностями право на «самостоятельное устроение своей национальной жизни». Но когда войска Центральной рады вместе с немецкими оккупантами 1 марта 1918 г. вступили в Киев, то в течение трёх недель происходили расправы над евреями.
После возвращения к власти правительства Центральной рады в декабре 1918 г. было восстановлено действия закона о национально-персональной автономии и было образовано еврейское министерство во главе с Я. З. В. Лацким-Бертольди. Однако с декабря 1918 г. по август 1919 г. украинские войска под командованием С. Петлюры и связанные с ними банды устроили сотни кровавых погромов евреев, в результате которых по данным комиссии Международного Красного Креста было убито около 50 тыс. человек.
Большое число евреев в партии большевиков способствовало тому, что Советская власть воспринималась многими её противниками как «жидовская власть». В декабре 1918 г. Добровольческая армия стала выпускать антисемитские листовки, брошюры и газеты. Большую роль в антисемитской пропаганде сыграло основанное для информации и пропаганды Осведомительное агентство — ОСВАГ. Осваг сознательно проводил антисемитскую агитацию и, к примеру, всячески завышал численность евреев в Красной армии, придумывались несуществующие еврейские части в её составе. Материалами Освага и его финансовой поддержкой пользовался погромная газета «В Москву», который издавался с подзаголовком «Возьми хворостину, гони жида в Палестину». Агитотдел армии А. Колчака в прокламации «Красноармейцам» призывал русский народ «гнать… вон из России жидовскую комиссарскую сволочь, которая разорила Россию». В другой прокламации говорилось, что нужна «организация крестового похода против всех евреев». Добровольческая армия была настолько заражена антисемитизмом, что командование в октябре 1919 г. было вынуждено издать приказ об увольнении из Армии всех офицеров-евреев что бы «не подвергать… людей безвинных нравственным страданиям» — армейская среда отказывалась их принять, солдаты-евреи «подвергались постоянному глумлению; с ними не хотели жить в одном помещении и есть из одного котла». Из-за таких настроений практически все евреи, служившие в Армии, были вынуждены оставить её.
Согласно Йосефу Шехтману, части Белой армии устроили 296 погромов в 267 населённых пунктах, в результате которых было зарегистрировано 5235 погибших, а общее число возможных жертв Шехтман оценивал как более восьми тысяч человек. Подавляющее большинство из них произошло на территории Украины, крупнейшим из них был погром в Фастове. За пределами Украины произошло 11 погромов с участием белогвардейцев. При отступлении белых с Украины в декабре 1919 — марте 1920 годов они грабили и сжигали еврейские дома, попадавшиеся на их пути. Командование ВСЮР не предпринимало достаточных мер против погромщиков.
В ряде городов (Кременчуге, Черкассах, Нежине, Киеве и др.), занятых белыми, евреев исключили из органов городского самоуправления. В Новочеркасском политехникуме для евреев была установлена процентная норма, в гимназию в Ессентуках евреев принимали после христиан, если оставались свободные места.
Разнузданный антисемитизм, господствующий при белой и петлюровской власти, склонял евреев на сторону красных. Многие бундовцы вступили в РКП(б). В 1919 г. еврейская молодёжь начала добровольно поступать на службу в Красную армию. Целые отряды еврейской самообороны отправлялись на фронт, в Красной армии появились целые части, состоящие исключительно из евреев, например, 1-й еврейский полк. В РККА было немало военачальников-евреев. Так, Г. Сокольников был командующим Туркестанским фронтом (10 сентября 1920 г. — 8 марта 1921 г.). М. Лашевич командовал 3-й армией Восточного фронта (30 ноября 1918 г. — 5 марта 1919 г.); Г. Сокольников — 8-й армией Южного фронта (12 октября 1919 г. — 20 марта 1920 г.); И. Якир — 14-й армией Южного фронта. Еврейские погромы устраивали и части Красной армии, но зачинщиков таких погромов, как правило, жестоко наказывали (большинство из них расстреливали). Постановление СНК РСФСР от 25 июля 1918 года предписывало ставить вне закона (то есть физически уничтожать) «погромщиков и ведущих погромную агитацию». Об антисемитских настроениях в некоторых частях Красной армии писали И. Бабель в «Конармии» и Б. Пильняк в «Ледоходе».

К 1920 г. миллионы евреев остались на территориях государств, образовавшихся после распада Российской империи — Польши, Литвы, Латвии, Эстонии, на территории Бессарабии, отошедшей к Румынии. Более 100 тыс. евреев погибли во время погромов, многие десятки тысяч погибли на фронтах, стали жертвами эпидемий, белого и красного террора. Насчитывалось около 300 тыс. еврейских сирот. Десятки тысяч евреев эмигрировали. Еврейские местечки, жители которых наиболее сильно пострадали от погромов, переживали тяжёлый кризис, некоторые из них были совершенно разрушены и покинуты жителями. Еврейская молодёжь уезжала из местечек в большие города. В связи с этим еврейское население Москвы выросло с 28 тыс. в 1920 г. до 86 тыс. в 1923 г., Петрограда — соответственно с 25 тыс. до 52 тыс.

## СССР

### Довоенное время

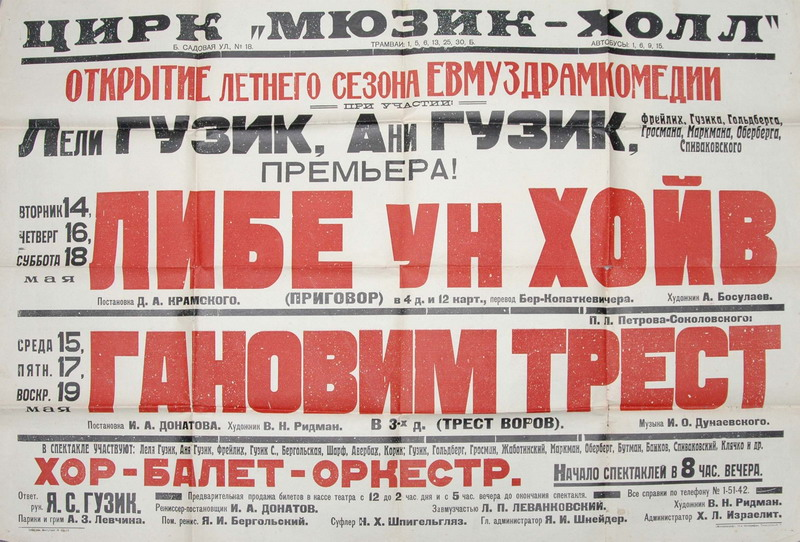
Афиша «Открытие летнего сезона Евмуздрамкомедии», Москва, 1920-е годы

В дореволюционной России большинство евреев не умело читать и писать по-русски, а 75 % еврейской молодёжи местечек не имело профессии. Отмена ограничений в области труда и образования для евреев стала стимулом для быстрого роста грамотности поскольку это было условием получения специальности. К 1926 году грамотность среди евреев была выше, чем у всех остальных народов России — 76 % у мужчин и 69 % у женщин.
По данным переписи 1939 года из 1000 советских евреев 268,1 человек имел среднее образование, а 57,1 человек — высшее образование. У русских по той же переписи на 1000 человек только 6,2 человека имели высшее образование, а 81,4 человека среднее образование. То есть доля лиц со средним образованием у евреев была более, чем в три раза выше, чем у русских. Ещё выше был разрыв по доле лиц с высшим образованием — в 9 раз доля таких лиц была выше у советских евреев, чем у русских.
В советских вузах училось значительное число евреев. В 1939 году в вузах СССР было 98216 студентов-евреев (11,1 % от общего числа студентов). Особенно много евреев-студентов было в крупнейших городах СССР (в том числе за бывшей чертой оседлости). Так, евреи в 1939 году составляли 17,1 % студентов Москвы, 19 % студентов Ленинграда, 24,6 % студентов Харькова, 35,6 % студентов Киева и 45,8 % студентов Одессы.
При этом доля евреев в населении СССР до 1939 года была небольшой — 1,78 %.
В 1920-х—1930-х годах предпринимались усилия поощрить «советскую пролетарскую культуру» на идише как контрмера против традиционного еврейского «буржуа» или культуры «штетл». Одним из вопросов образованной большевиками-евреями при РКП(б) Евсекции, в работе которой участвовали и беспартийные евреи, был языковый вопрос. Так, в числе инициатив Евсекции, в дальнейшем поддержанной властью был запрет преподавания иврита. Иврит в противоположность идишу, который должен был стать основным языком, был объявлен Евсекцией «языком реакции и контрреволюции». В 1918—1920 гг. функционировал Еврейский народный университет с преподаванием на идиш. Идиш не рассматривался еврейскими коммунистами как самоцель, предполагалось что он необходим лишь как средство общения с еврейскими народными массами и распространения большевистских идей на их родном языке. С овладением массами евреев русским языком необходимость в поддержке идиша, по мнению еврейских большевиков должна была исчезнуть.
Еврейская газета Дер Эмес («Правда») выходила с 1918 по 1939 год.
В течение некоторого времени в 1920-х идиш был одним из четырёх официальных языков Белоруссии.
В течение 1920—1930-х годов много образовательных учреждений в прежней черте оседлости преподавали на идиш. Были созданы 5 еврейских национальных районов:
- Калининдорфский (административный центр — Калининдорф),
- Сталиндорфский (Сталиндорф),
- Новозлатопольский (Новозлатополь),
- Фрайдорфский (Фрайдорф),
- Лариндорфский (Лариндорф).

В ряде областей Украины велось судопроизводство на идише. Был создан Еврейский пролетарский театр в Москве, а также сеть театров на идише в Киеве, Одессе и других городах.
В университетах Москвы, Киева, Харькова, Минска и других городов открыты еврейские кафедры и кабинеты, созданы научно-исследовательские институты для изучения еврейского фольклора, языка и лингвистики.
Преподавание иврита было запрещено с 1919 года, сионистская и религиозная деятельность активно преследовались властями.
В первые годы после Октябрьской революции имела место миграция в СССР евреев из других стран. Советская власть отводила им земли. Например, в январе 1925 года в Подольском уезде Московской губернии была организована трудовая коммуна «Герольд», в которой проживали 70 евреев, переселившихся из США и Канады. Им в пользование были выделены 4 колхоза с имуществом. Этот опыт оказался неудачным — к сентябрю 1926 года в коммуне было только 32 человека, её земельный фонд с 400 десятин пашни сократился до 105 десятин пахотной земли. Скорее всего провал был связан с тем, что мигранты не были готовы к крестьянскому труду. В 1925 году уполномоченный, обследовавший трудовую коммуну, отмечал, что большинство её членов «принадлежит к квалифицированной группе рабочих и привыкла жить хорошо», «непривычка к коллективной жизни вызывает раздражительность, в Америке жизнь даже беднейших слоёв населения индивидуализирована до предела».
29 августа 1924 года постановлением ЦИК был организован Комзет — орган трудящихся евреев, который возглавил Пётр Смидович. Комзет содействовал расселению евреев в северном Крыму и еврейских национальных районах Украины. Спустя несколько лет деятельность Комзета переключилась на Дальний восток. 28 марта 1928 года Президиум ЦИК СССР принял постановление «О закреплении за КомЗЕТом для нужд сплошного заселения трудящимися евреями свободных земель в приамурской полосе Дальневосточного края». 20 августа 1930 ЦИК РСФСР принял постановление «Об образовании в составе Дальневосточного края Биро-Биджанского национального района». Постановлением ВЦИКа от 7 мая 1934 г. указанный национальный район, основанный в 1930 г., получил статус Еврейской автономной области.
В 1920-е годы получили известность такие русскоязычные поэты и писатели еврейского происхождения, как О. Мандельштам, Б. Пастернак, Э. Багрицкий (Дзюбин), И. Бабель, И. Ильф (Файнзильберг).
В 1930 году были предоставлены избирательные права евреям-переселенцам.
Советская периодика на идише к 1939 году была представлена следующими изданиями:
- «Биробиджанер Штерн» (с 1934 года) в Биробиджане;
- «Дер Штерн» (с 1930 года) в Киеве;
- «Октябрь» (с 1930 года) в Минске;
- «Зау Грейт» (единственная в СССР детская газета на идише) в Киеве;
- Литературные журналы — «Советиш» (Москва), «Советиш Литератур» (Киев), «Дер Штерн» (Минск), «Форпост» (Биробиджан).

К концу 1930-х годов число средних и высших учебных заведений в СССР, где велось обучение на идиш, стало быстро сокращаться. Во многом это было связано с все возраставшим нежеланием еврейских родителей посылать своих детей в такие школы. Они хотели, чтобы их дети получали образование на русском, что повышало их возможности поступить в престижные высшие учебные заведения и способствовало менее болезненной интеграции с русскоязычным большинством. К 1941 году школы с обучением на идиш и школы, где наряду с преподаванием на идиш обучение велось на русском или украинском языках, остались только в Еврейской автономной области, в еврейских национальных районах на юге Украины и в Крыму. В 1940 году были также закрыты школы с преподаванием на еврейско-таджикском языке в Узбекистане и на еврейско-татском языке в Дагестане и Азербайджане.
В 1939—1940 годах в состав СССР были включены территории со значительным еврейским населением — Западная Белоруссия, Западная Украина, Литва и Латвия. На этой территории в 1939—1941 годах появились еврейские театры (только в Белостоке их было два и оба государственные), стали выходить газеты на идише — «Белостокер Штерн» для Западной Белоруссии, «Дер Арбетер» (во Львове) для Западной Украины, «Дер Эмес» и «Вилнер Эмес» (в Вильнюсе) для Литвы.

### Великая Отечественная война
После нападения Германии часть евреев (до 1,5 млн человек) были эвакуированы. На оккупированных территориях оказались до 3 млн человек, большинство из которых погибли.
В Красной армии сражались 501 тысяча евреев, 27 процентов из них были добровольцами, 198 тысяч погибли в боях и умерли от ран. В партизанских отрядах принимали участие от 15 до 49 тысяч евреев.
В 1942 году органами НКВД был сформирован Еврейский антифашистский комитет из представителей советской интеллигенции для пропаганды антифашистских идей за рубежом. Он заменил Еврейский антигитлеровский комитет, который был распущен, а лидеры Хенрих Эрлих и Виктор Альтер были приговорены к расстрелу (Альтер был расстрелян, а Эрлих покончил с собой в ожидании казни).
В 1944 году Соломон Михоэлс и Ицик Фефер написали письмо Сталину с просьбой об организации еврейской автономии в Крыму, но им было отказано. В 1946 году Илья Эренбург и Василий Гроссман написали Чёрную книгу о геноциде еврейского населения, которая не была опубликована при их жизни.

### После войны

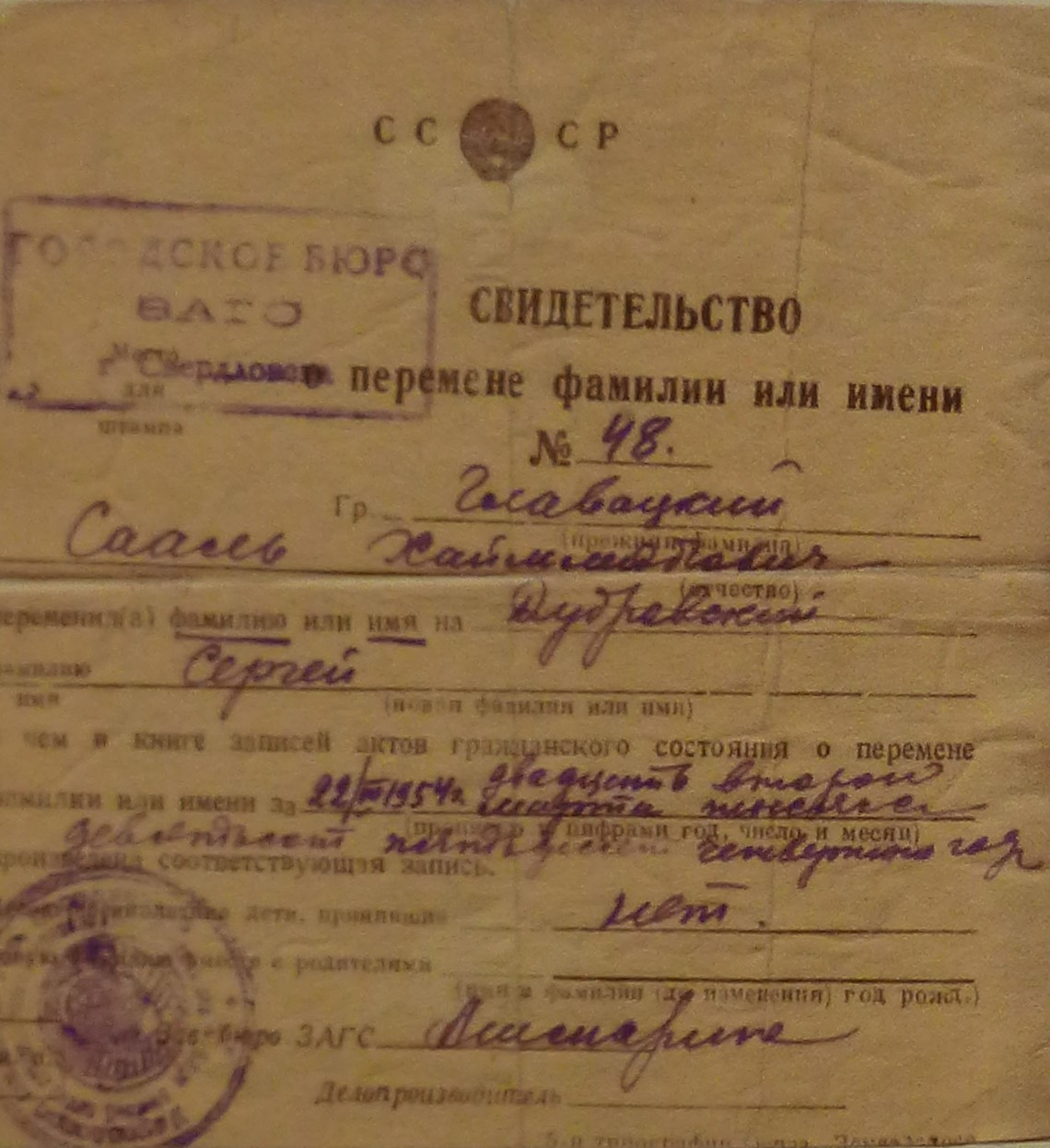
Свидетельство о перемене фамилии и имени с Сааля Главацкого на Сергея Дубровского, Свердловск, 1954 год

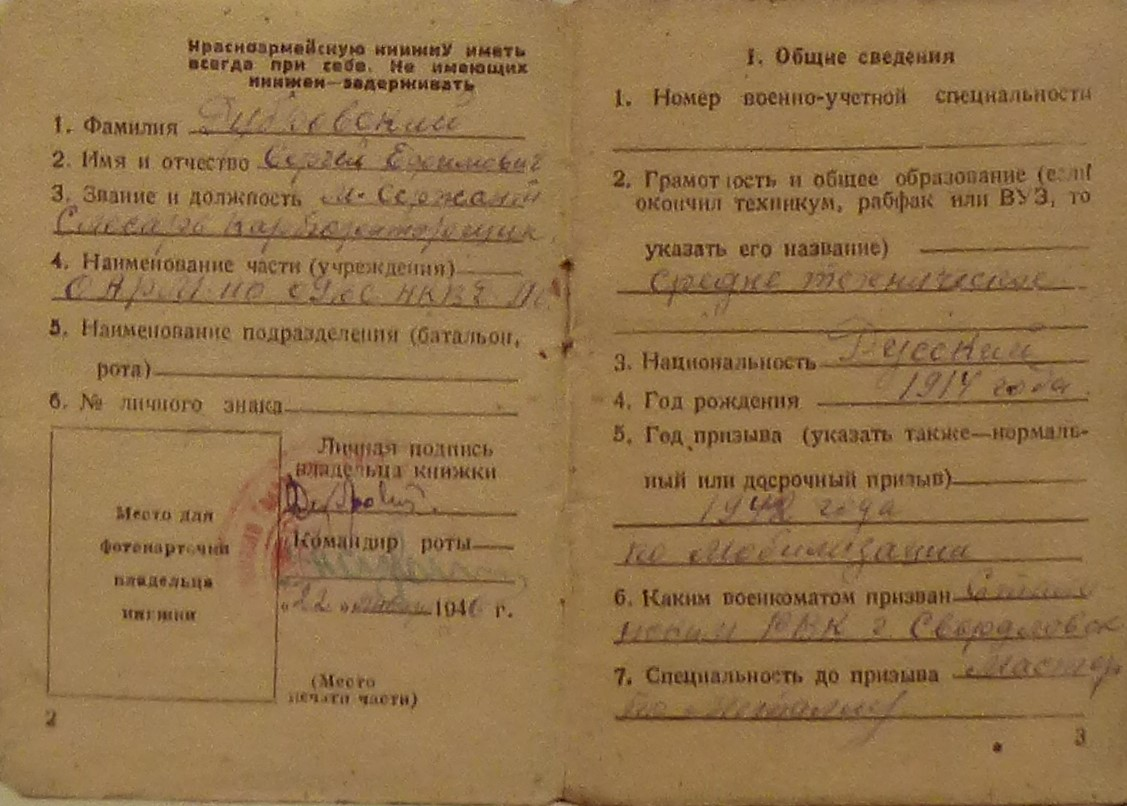
Красноармейская книжка Сааля Главацкого, 1946 год. В ней он указан как «русский» Сергей Дубровский

В результате войны была истреблена почти половина советских евреев из тех, кто жил в бывшей черте оседлости (1,5 млн живших на территории СССР до 1939 г. и 0,5 млн
на территориях, присоединённых к СССР в 1939 г.). Почти все выжившие евреи жили в крупных городах и в большинстве своём обрусели. Доля тех евреев, которые говорили на идише или регулярно посещали синагогу, была относительно невелика.. Некоторые евреи сменили фамилии и национальную принадлежность.
После войны в СССР остались лишь две начальные школы с обучением на идиш в Вильнюсе и Каунасе, также в программу двух школ в Еврейской автономной области были включены идиш и еврейская литература. В некоторых городах имелись еврейские театры, действовали еврейские издательства (в 1946 году было издано 18 наименований книг на идиш, в 1947 году — 40, в 1948 году — 41). В Вильнюсе бывшим партизанам-евреям с большим трудом удалось добиться открытия Еврейского музея.
С 1949 года в СССР началась так называемая «борьба с космополитизмом», большинством жертв которой стали советские евреи. В 1948–53 годах тысячи евреев были арестованы по обвинению в «еврейском буржуазном национализме». В стране развернулась кампания против различных еврейских организаций, закрывались еврейский культурные учреждения.
Исследователи связывают с антисемитизмом роспуск Еврейского Антифашистского комитета (ЕАК), и осуждение к смертной казни четырнадцати его деятелей. Уже в июне 1946 начальник Совинформбюро Лозовский, которому подчинялся ЕАК, был обвинён комиссией ЦК в слабом контроле за расходованием бюджетных средств и безответственности, «подборе кадров по личным и семейным связям», «недопустимой концентрации евреев» в Совинформбюро.
В конце 1947 года Сталин принял решение о роспуске ЕАК и массовых арестах среди еврейской культурно-политической элиты. Зная о усиливающемся антисемитизме Сталина и его ненависти к родственникам покончившей с собой жены Надежды Аллилуевой, министр государственной безопасности В. Абакумов составил сценарий американо-сионистского заговора, якобы направленного против самого Сталина и его семьи. Главой заговора был объявлен И. Гольдштейн, знакомый семьи Аллилуевых.

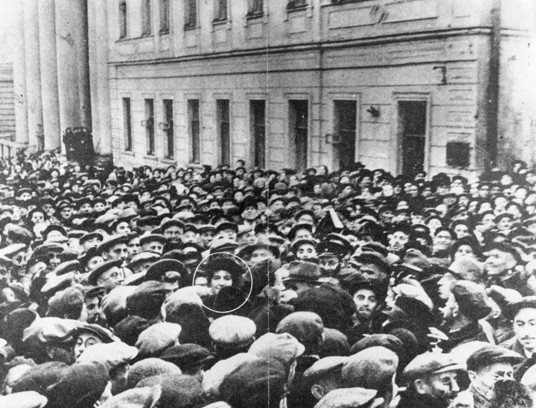
Посол Израиля в СССР Голда Меир в 1948 году в толпе возле Московской хоральной синагоги

В конце 1947 — начале 1948 годов были арестованы родственники Н. Аллилуевой и их знакомые, включая филолога З. Гринберга, помощника С. Михоэлса в Еврейском антифашистском комитете. По версии МГБ руководство ЕАК через Гольдштейна и Гринберга по заданию американской разведки добывало сведения о жизни Сталина и его семьи. Сталин лично контролировал ход следствия и давал указания следователям.
27 декабря 1947 года он дал указание организовать ликвидацию Михоэлса В 1949 году был закрыт еврейский театр ГОСЕТ, а в 1952 году Михоэлс объявлен участником заговора врачей-вредителей, который характеризовали как сионистский заговор.
Вместе с тем широко известны случаи государственного признания творческих и научных заслуг евреев. Многие из них в 1940-х — начале 1950-х годов стали лауреатами Сталинской премии. Среди них — писатели: Самуил Маршак (1942, 1946, 1949, 1951), Илья Эренбург (1942, 1948, 1951), Эммануил Казакевич (1948, 1950), Маргарита Алигер (1943), Лев Кассиль (1951), Вера Инбер (1946) и многие другие; кинорежиссёр Юлий Райзман (1941, 1943, 1946 — дважды, 1950, 1952), певец Марк Рейзен (1941, 1949, 1951), актёр Марк Бернес (1951), композитор Матвей Блантер (1946), скрипач Давид Ойстрах (1943), карикатурист Борис Ефимов (1950, 1951), скульптор Заир Азгур (1946, 1948) и многие другие. На начало 1950-х приходится расцвет деятельности Давида Драгунского, бывшего члена ЕАК. Драгунский выступал против сионизма, отождествлял его с антисемитизмом, часто представлял СССР за рубежом, активно критиковал алию и политику государства Израиль. Много отмеченных Сталинской премией среди учёных — офтальмолог Михаил Авербах (1943), математики Израиль Гельфанд (1951, 1953), Феликс Гантмахер (1948), Леонид Канторович (1949), Александр Хинчин (1941), физики Лев Арцимович (1953), Лев Альтшулер (1943, 1949, 1953), Яков Зельдович (1943, 1949, 1951, 1953), Абрам Иоффе (1942), Лев Ландау (1946, 1949, 1953), Юлий Харитон (1949, 1951, 1953), авиаконструктор Михаил Гуревич (1941, 1947, 1948, 1949, 1952, 1953), историк Евгений Тарле (1942, 1943, 1946).

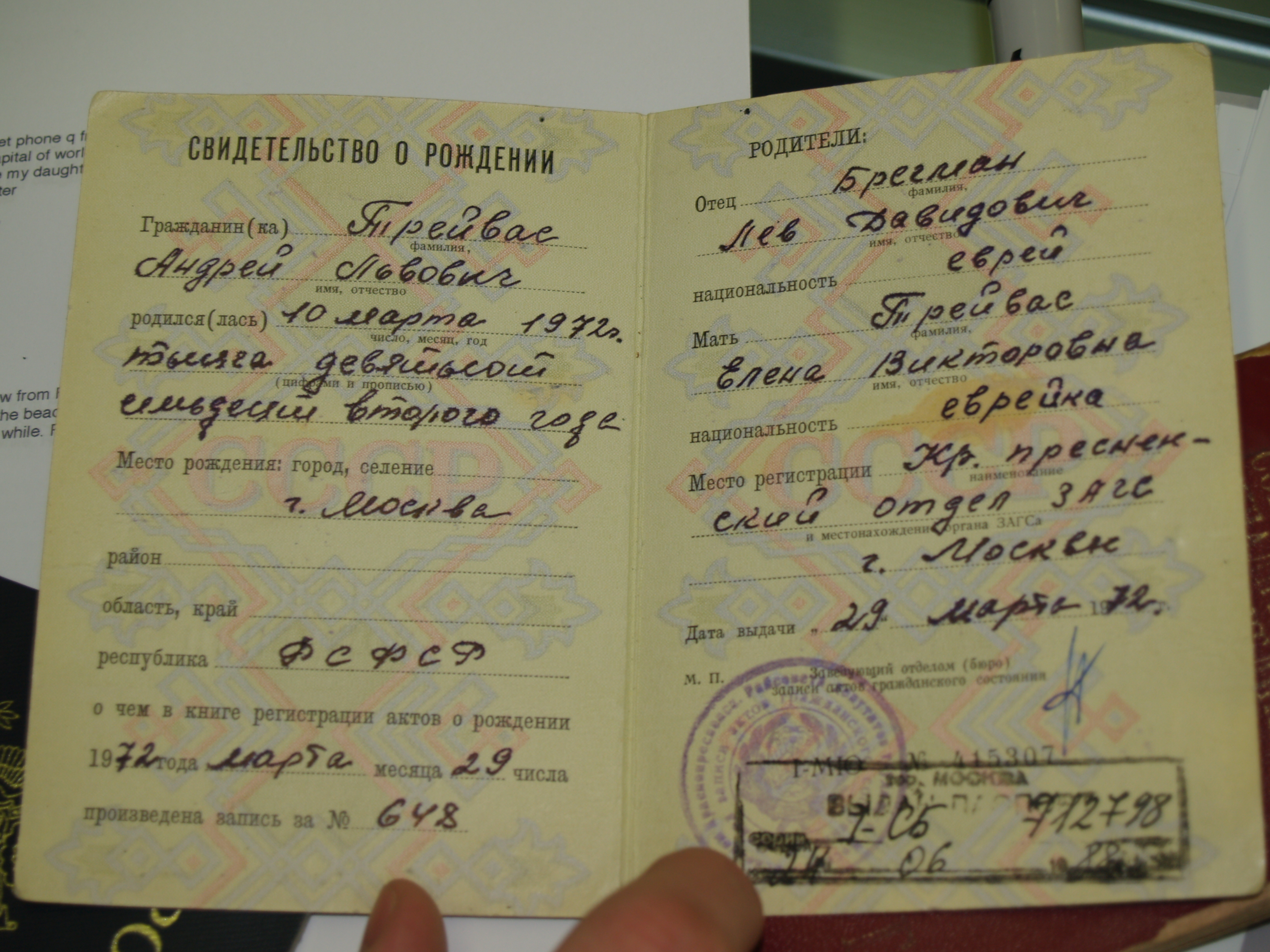
Типичное «Свидетельство о рождении» советского еврея 1972 года выпуска, фамилия по матери, указана национальность

Первыми в истории советского спорта чемпионами мира стали евреи: тяжелоатлет Григорий Новак (1946) и шахматист Михаил Ботвинник (1948).

### Эмиграция евреев из СССР в 1970-е годы

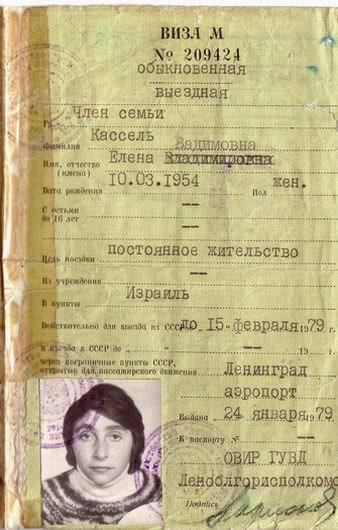
Советская виза второго рода (разрешающая покинуть СССР навсегда)

Создание Израиля и Шестидневная война вызвала подъём национального сознания советских евреев.
10 июня 1968 года, через год после разрыва отношений с Израилем, в ЦК КПСС поступило совместное письмо руководства МИД СССР и КГБ СССР за подписями Громыко и Андропова с предложением разрешить советским евреям эмигрировать из страны, и в конце 1960-х — начале 1970-х годов политика Советского Союза в отношении эмиграции в Израиль смягчается. С 1969 года по 1975 год в Израиль прибыло около 100 тыс. репатриантов из СССР.
С начала 1980-х годов наблюдался спад алии. Политика властей в отношении эмиграции ужесточилась, а большинство выехавших предпочитали США Израилю в качестве места жительства.

### Эмиграция в эпоху Перестройки
В Перестройку проявился рост национального самосознания народов СССР, в том числе евреев. А также множились слухи о еврейских погромах. По этим причинам в 1989—2004 годах многие евреи СССР-СНГ заинтересовались программой репатриации в Израиль. За тот период в Израиль переселилось более 1 100 000 человек (из них евреев максимум 800 000, остальные — нееврейские жёны евреев, нееврейские мужья евреек, и лица с одной второй или одной четвёртой частью еврейской крови). Процесс переселения евреев из стран диаспоры в Израиль называется алия.

### Общая информация

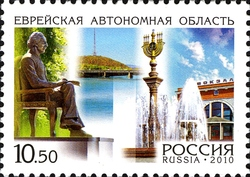
Еврейская автономная область. Почтовая марка России, 2010

Британский историк Джон Клир пишет: «Пропаганда времён холодной войны превратила всех евреев в некую монолитную массу — „советское еврейство“, единственным желанием которого было „спасение“, ожидаемое с Запада. Трактовка статуса евреев как жертв советской тирании распространялась и на историческое прошлое, в результате чего евреи царской России, по сути дела, воспринимались лишь как пассивные страдальцы».
Данные о евреях СССР, приводимые профессором Мордехаем Альтшулером в его исследовании «Евреи СНГ на пороге третьего тысячелетия»:
Для еврейского населения Советского Союза и СНГ характерны три основные черты:

а) В отличие от других народов, еврейское население целиком сосредоточено в городах. Согласно результатам переписи 1989 года, 98,8 % евреев проживали в городах, и это положение не изменилось до настоящего времени.

б) Большинство еврейского населения проживало в крупных городах. Согласно результатам переписи 1989 года, почти половина (49,4 %) евреев Советского Союза проживала в 11 крупнейших городах СССР.

в) Третьей чертой, которая характеризует еврейское население Советского Союза, является сокращение численности, наблюдаемое уже с начала шестидесятых годов…

… Подавляющее большинство евреев принадлежит к слою интеллигенции, для которого характерна низкая рождаемость; для еврейских женщин — и это, пожалуй, важнее всего — характерен высокий образовательный уровень, они стремятся сделать карьеру…
Кроме того, профессором также утверждается, что экономическое положение евреев до распада Советского Союза в общем было лучше, чем положение других народов, еврейское население было самым образованным среди всех этнических групп в СССР, евреи были единственным в СССР национальным меньшинством, про которое можно сказать, что его трудовая деятельность обладает чертами, характерными для постиндустриального общества.

## Евреи в современной России

Еврейский музей и центр толерантности в Москве

В современной России евреи представлены рядом общественных организаций, таких как «Российский еврейский конгресс», активно занимаются культурно-просветительской деятельностью и коммерцией. В то же время евреи не замыкаются в узконациональных организациях, а участвуют в деятельности любых партий и организаций. Уровень образования большинства российских евреев высок. По переписи 2010 года из 148 522 российских евреев (в возрасте 15 лет и старше, указавших уровень образования) 98 007 человек (66 %) сообщили, что имеют высшее или послевузовское образование. При этом среди граждан России всех национальностей старше 15 лет, доля лиц с высшим образованием по той же переписи 2010 года была почти в три раза ниже — 23 % (27540707 человек из 117639476 человек, указавших уровень образования).
Численность евреев в России за постсоветский период сократилось на 2/3 (с более чем полумиллиона до 230 тысяч) за счёт эмиграции и демографического старения, что является рекордом среди всех народов России. В настоящее время еврейское население России переживает период демографического упадка и коллапса подобно остальным странам бывшего СССР. По прогнозу Американского еврейского комитета, сделанному в 2000 году, через 30 лет в России останется 23 тысячи евреев, через 50 лет — 2—3 тысячи, а через 80 лет еврейская община полностью исчезнет. В период с 1989 по 2010 год численность евреев в России сократилось с 570,5 тысяч до 157,8 тысяч (данные Демоскоп Weekly говорят о 200 тысячах евреев на 2010 год). По пессимистическим прогнозам при сохранении нынешних тенденций рождаемости и миграции в 2030 году в России останется около 20 тысяч евреев, в 2050 году 2—3 тысячи, а через 100 лет не останется ни одного еврея.
18 мая 2011 года в Москве открылся Музей истории евреев в России. В своей деятельности музей стремится реконструировать целостную картину еврейской жизни на территории Российской империи и СССР во всём многообразии её культурных, социальных и политических форм. Практически все экспонаты музея (свыше 5000 предметов) являются подлинными.
8 ноября 2012 года в Москве открылся Еврейский музей и центр толерантности — крупнейший в мире еврейский музей и крупнейшая в Европе крытая выставочная площадка: площадь экспозиции 4 500 м², общая площадь 8 500 м². На создание музея было потрачено около 50 миллионов долларов.
С началом вторжения России в Украину началась новая крупная волна эмиграции (так в Израиль переехало около 80 тысяч человек). В Дагестане прошли антисемитские погромы.

## Комментарии
1. ↑  "Участие евреев в российской винной торговле было одной из причин волны погромов в 19 веке, поскольку образ еврея-шинкаря в народном представлении отражал распространённые в России мнение об экономической деятельности евреев. Правительственное расследование 1881 года после первой волны антиеврейских беспорядков указало на то что сами евреи ответственны за насильственные действия против них поскольку еврейские предприниматели «эксплуатируют» «местных жителей» Marni Davis Jews and Booze: Becoming American in the Age of Prohibition (Goldstein-Goren Series in American Jewish History) NYU Press (January 1, 2012)
2. ↑  При этом исследование русского экономиста Ивана Фундуклея показало, что запрет еврейской винной торговли привёл резкому скачку цен на спиртное, росту пьянства и преступности (Й. Петровский-Штерн «Судьба средней линии»)

### Научная
- Альтман И. А. Холокост и еврейское сопротивление на оккупированной территории СССР / Под ред. проф. А. Г. Асмолова. — М.: Фонд «Холокост», 2002. — 320 с. — ISBN 5-83636-007-7.
- Барталь И., Кулик А. История еврейского народа в России. От древности до раннего Нового времени = History of the Jews in Russia: From Antiquity to the Early Modern Period. — Мосты культуры / Гешарим, 2010. — Т. 1. — 488 с. — ISBN 978-5-93273-295-4.
- Барталь И., Лурье И. История еврейского народа в России. От разделов Польши до падения Российской империи. — Litres, 2013. — Т. 2. — 534 с. — ISBN 978-5-45751-755-4.
- Герасимова В. А. Между иудаизмом и православием в России в XVIII в. // Вопросы истории. 2016. № 9. С. 158—169.
- Гительман Ц. Беспокойный век: Евреи России и Советского Союза с 1881 г. до наших дней. М.: — Новое литературное обозрение, 2008. — 512 с. — ISBN 978-5-86793-576-4
- Евреи в России: История и культура. Сборник научных трудов — ред. Д. А. Эльяшевич. СПб, Издание Петербургский еврейский университет, 1998. — 394 с. — ISBN 5-88976-004-1
- История евреев России. Учебник / Л. Прайсман. — М.: Лехаим, 2005. — 726 с. — 1000 экз.
- Клир Д. Россия собирает своих евреев = Russia Gathers her Jews. — М.: Мосты культуры, 2000. — 352 с. — ISBN 5-93273-023-4.
- Еврейское население бывшего СССР в XX веке. В. Константинов \\ Иерусалим. 2007
- Мининберг Л. Л. Советские евреи в науке и промышленности СССР в период Второй мировой войны, 1941—1945 гг. — М.: ИЦ-Гарант, 1995. — 552 с. — 1200 экз. — ISBN 978-5-900241-21-0.
- Н. И. Рутберг, И. Н. Пидевич. Евреи и еврейский вопрос в литературе советского периода. Хронологически-тематический указатель литературы, М.: Грант, 2000. — 598 с. — ISBN 5-89135-135-8
- Джонсон П. Популярная история евреев = The History of the Jews / Пер. с англ.: И. Зотова. — М.: Вече, 2001. — 672 с. — 7000 экз. — ISBN 5-7838-0668-4.
- Штереншис М. Евреи: история нации. — Герцлия: Исрадон, 2008. — 560 с. — 5000 экз. — ISBN 978-5-94467-064-9.
- Эттингер Ш. История евреев. — Еврейский университет в Иерусалиме, 1972.
- Эттингер Ш. История еврейского народа. — Иерусалим: Библиотека «Алия», 2001. — 687 с. — 3000 экз. — ISBN 5-93273-050-1.
- Будницкий О. В., Долбилов М. Д., Миллер А. И. Глава 9. Евреи в Российской империи (1772—1917) // Западные окраины Российской империи / научные редакторы М. Долбилов, А. Миллер. — 1-е. — М.: Новое литературное обозрение, 2006. — С. 301—340. — 608 с. — (Окраины Российской империи). — 2000 экз. — ISBN 5-86793-425-X.
- Натанс Б. За чертой: Евреи встречаются с позднеимперской Россией / пер. с англ. А. Е. Локшин. — М.: Российская политическая энциклопедия, 2007. — 463 с. — ISBN 5-8243-0789-X.
- Гессен Ю. Закон и жизнь. Как созидались ограничительные законы о жительстве евреев в России. — СПб., 1911. — 126 с.
- Еврейская эмиграция из России. 1881-2005 / ред. О. В. Будницкий, сост. О. Белова. — Российская политическая энциклопедия, 2008. — ISBN 978-5-8243-0959-1.

### Исторические документы
- Мыш М.И. Руководство к русским законам о евреях. — СПб.: 1914. — 652 с. Систематизированное изложение законодательства о евреях на 1914 год и краткий экскурс в его историю.
- Полный хронологическій сборникъ законовъ и положеній, касающихся евреевъ, отъ Уложенія Царя Алексѣя Михайловича до настоящаго времени, отъ 1649—1873 г. Извлеченіе изъ Полныхъ Собраній Законовъ Россійской Имперіи. Составилъ и издалъ В. О. Леванда. СПб., 1874.
- Градовский Н.Д. Замечания на записку князей Голицыных о черте оседлости евреев. — М.: 1886. — 259 с. Обзор и критика мнений, высказанных в процессе работы Высшей комиссии для пересмотра действующих о евреях законов.